# Rue de Grenelle
Pour les articles homonymes, voir Grenelle et Rue de Grenelle-Saint-Honoré.
La rue de Grenelle est située à Paris dans les 6e et 7e arrondissements.

## Situation et accès

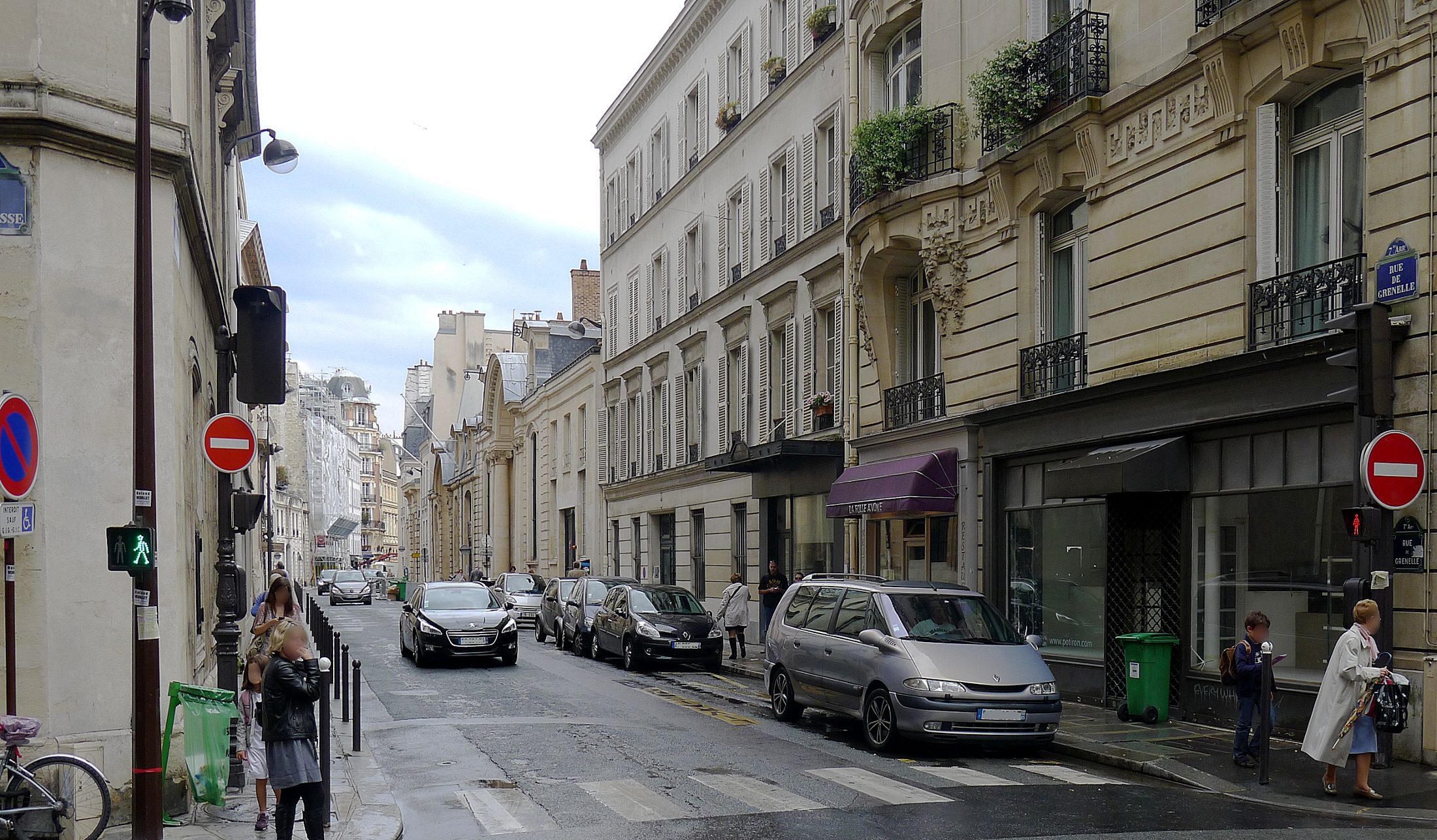
La rue de Grenelle au niveau de la rue de Bellechasse.

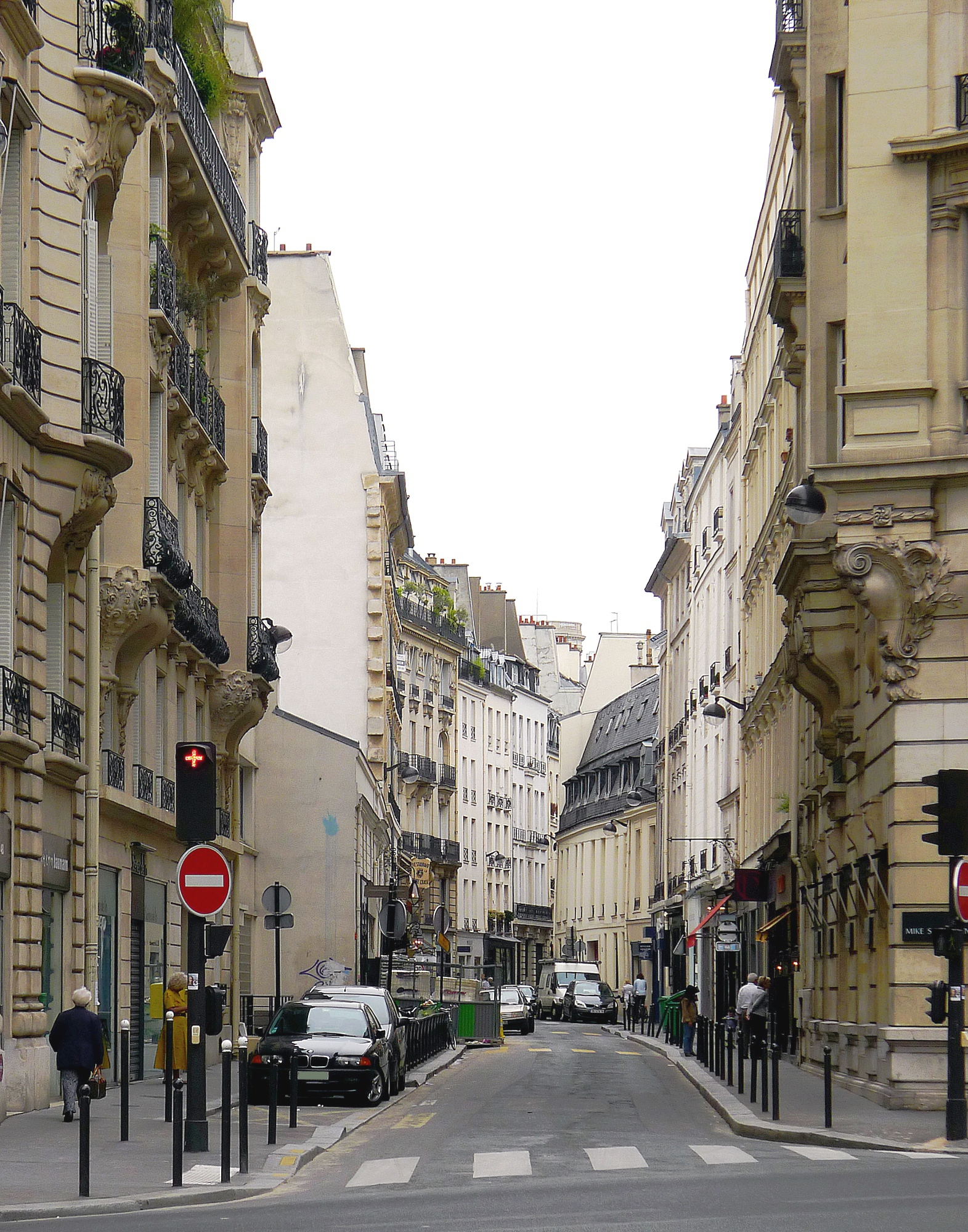
La rue de Grenelle vue depuis le boulevard Raspail.

D'une longueur de 2 250 m, elle traverse les quartiers suivants : quartier Saint-Germain-des-Prés, nos 1-7 et 2-10 ; quartier Saint-Thomas-d'Aquin, nos 9-91 et 12-106 ; quartier des Invalides, nos 95-127 et 108-152 ; quartier du Gros-Caillou, nos 135-201 et 158-218. En sens unique, elle débute au carrefour de la Croix-Rouge et s'achève dans l'avenue de La Bourdonnais (quelques mètres avant le Champ-de-Mars auquel elle donne accès de fait puisque l'avenue n'est pas bâtie sur le carrefour).

## Origine du nom
Elle porte ce nom car elle reliait Paris à l'ancien village de Grenelle, qui, lui-même, tenait probablement son nom soit basée sur le nom d'oiseau garanus « grue », soit d'une garenne (garanella), appartenant à l'abbaye de Saint-Germain-des-Prés, dont on a fait successivement « Garnelle », « Guarnelle », « Guernelles » et enfin « Grenelle ».

## Historique
Dès le XIVe siècle la rue existe en tant que chemin, appelé le « chemin Neuf », et est indiquée sur l'arpentage de 1529.
Elle est aussi mentionnée avec les noms de « chemin aux Vaches », « chemin de la Justice », « chemin du Gibet » ou « petit chemin du Port ».
Au XVe siècle, elle prend de l'importance et les noms de « grand chemin des Vaches » ou « grand chemin de Garnelle ».
Au XVIIe siècle, elle est dénommée « chemin de la Forest » ou « petit chemin de Grenelle ». Enfin, on l'a plus tard désignée sous les noms de « rue Garanella », « chemin de Guarnelles » ou « rue de Guernelles ».
Elle est citée sous le nom de « rue de Grenelle » dans un manuscrit de 1636.
Au XVIIIe siècle, une partie de la rue est appelée « rue de Grenelle-Saint-Germain » et l'autre partie « rue de Grenelle-Gros-Caillou ». Chacune a un numérotage particulier.
En vertu d'un arrêté préfectoral du 31 août 1838, ces deux parties sont réunies sous la seule et même dénomination de « rue de Grenelle-Saint-Germain », avec un nouveau numérotage.
En 1909, un trésor de 34 statères (classe V) est découvert à l'angle du boulevard Raspail et de la rue de Grenelle ; quelques exemplaires ont pu être conservés.
Le 11 mars 1918, durant la Première Guerre mondiale, le no 18 de la rue de Grenelle est touché lors d'un raid effectué par des avions allemands.

## Bâtiments remarquables et lieux de mémoire
- No 6 : emplacement de la première boutique de Sonia Rykiel ouverte en mai 1968[3].
- No 9 : dernier domicile et lieu de décès du sculpteur français César (1921-1998) ; une plaque lui rend hommage.
- No 10 : domicile de Charles Merveilleux du Vignaux durant ses études supérieures[4].
- No 11 : emplacement des Éditions Fasquelle, fondées en 1896.
- No 15 : hôtel de Bérulle, construit en 1775-1776 par Claude-Pierre Convers pour Amable-Pierre-Thomas de Bérulle. Le poète et romancier Louis Aragon y tient le Bureau de recherches surréalistes (ou Centrale surréaliste), fondé le 11 octobre 1924[5], installé au rez-de-chaussée du bâtiment[6].

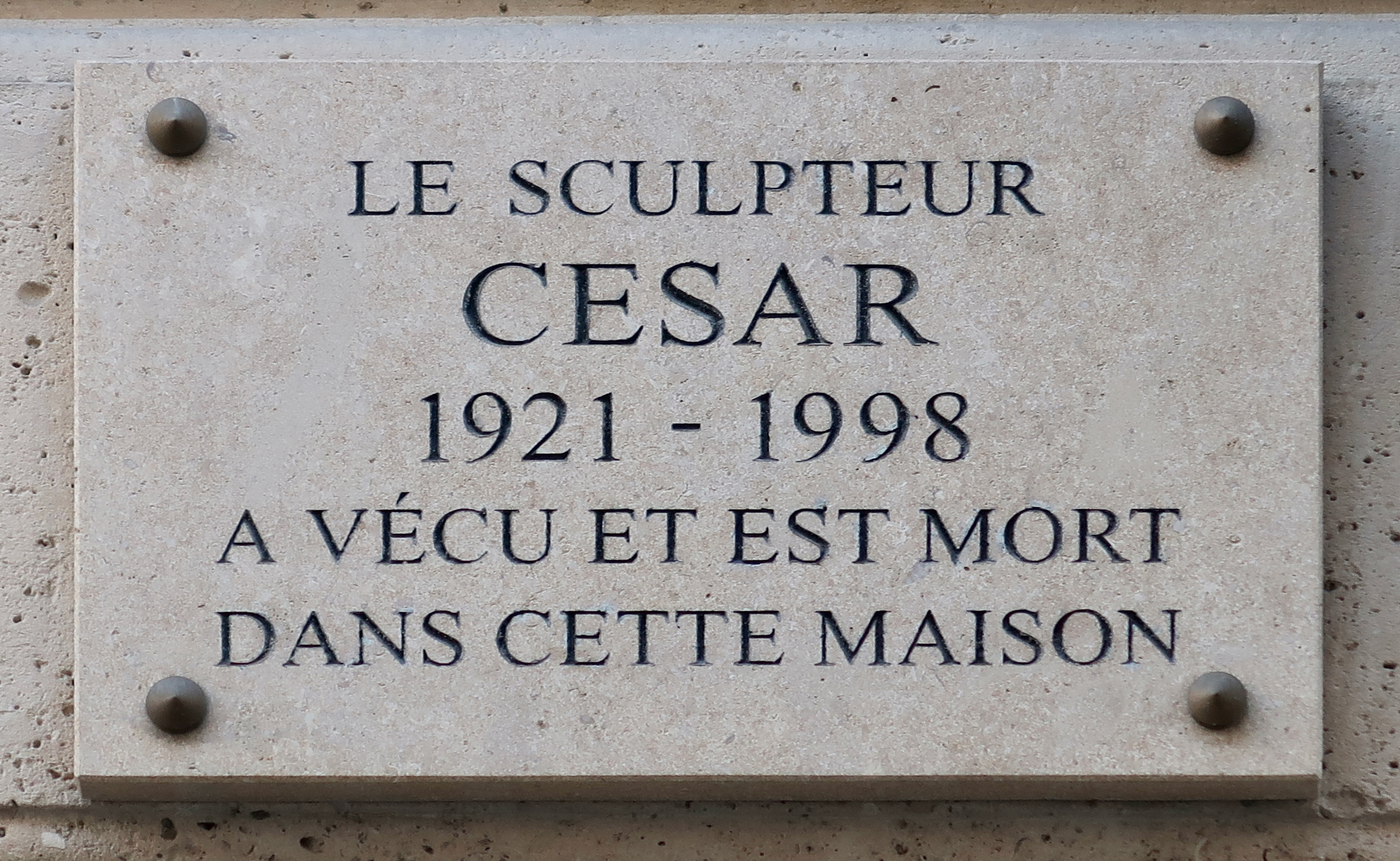
Plaque au no 9.
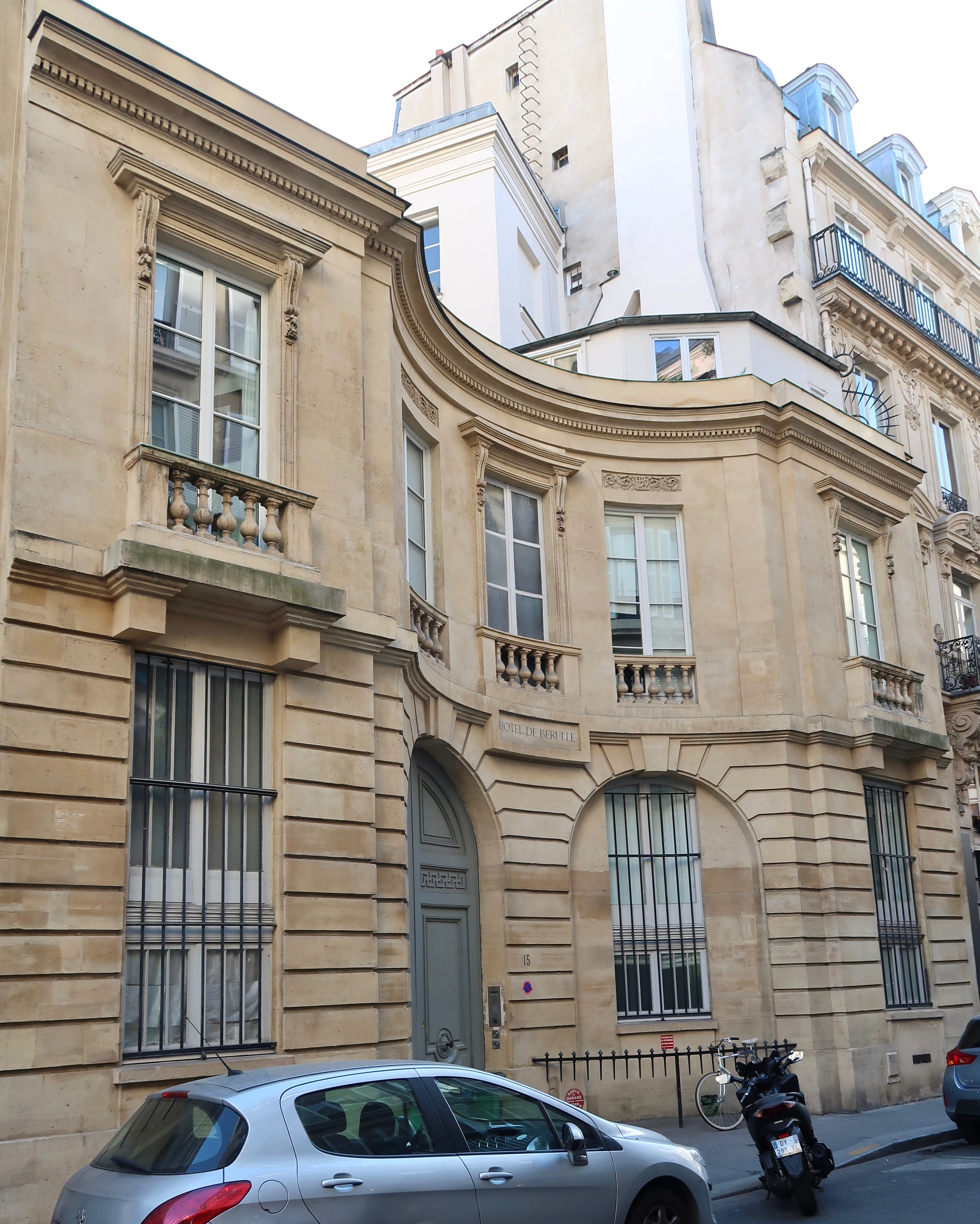
No 15 : hôtel de Bérulle.
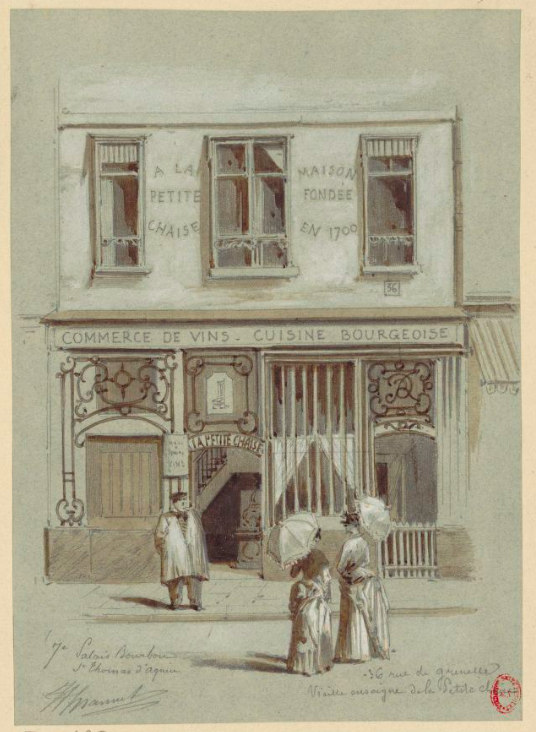
No 36 : À la petite chaise (1890), dessin de Jules-Adolphe Chauvet.

- No 36 : façade À la petite chaise, restaurant ouvert depuis 1700, bâtiment classé. L’établissement avait une réputation sulfureuse : Philippe d'Orléans s'y rendait pour des  parties fines et Vidocq y convoquait ses indicateurs. Plus tard,  Huysmans et Toulouse-Lautrec fréquentaient le lieu. Pendant l'Occupation, le périodique Le Crapouillot y organise des dîners[7]. Dans la cour, siège de la Conférence Olivaint, doyenne des associations étudiantes de France, local légué par Robert Schuman.
- No 38 : boutique du chausseur Christian Louboutin.
- No 42 : Centre Saint-Guillaume.
- No 44 : lycée Saint-Thomas-d'Aquin.
- No 45 : lieu de naissance du compositeur Vincent d'Indy le 27 mars 1851[8].
- Nos 53-55 : immeuble construit par Denis Honegger dans lequel se trouve une des entrées de l'allée du Beau-Passage[9].
- Entre les nos 57 et 59 : la Fontaine des Quatre-Saisons construite en 1739-1745 par le sculpteur Edmé Bouchardon, dans le style néo-palladien.

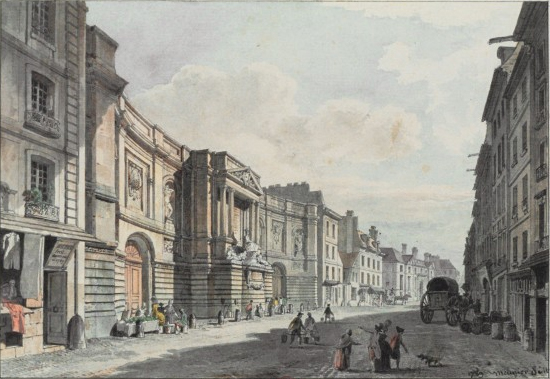
La Fontaine des Quatre-Saisons, dessin de 1789.
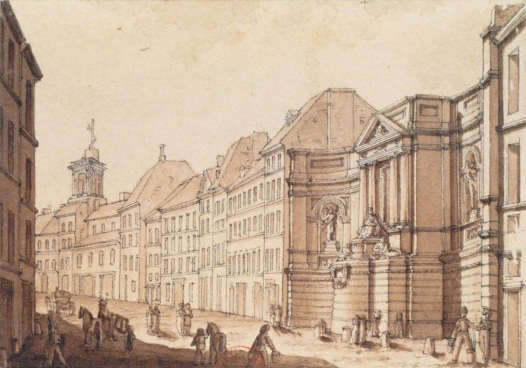
La Fontaine des Quatre-Saisons, dessin du XIXe siècle.
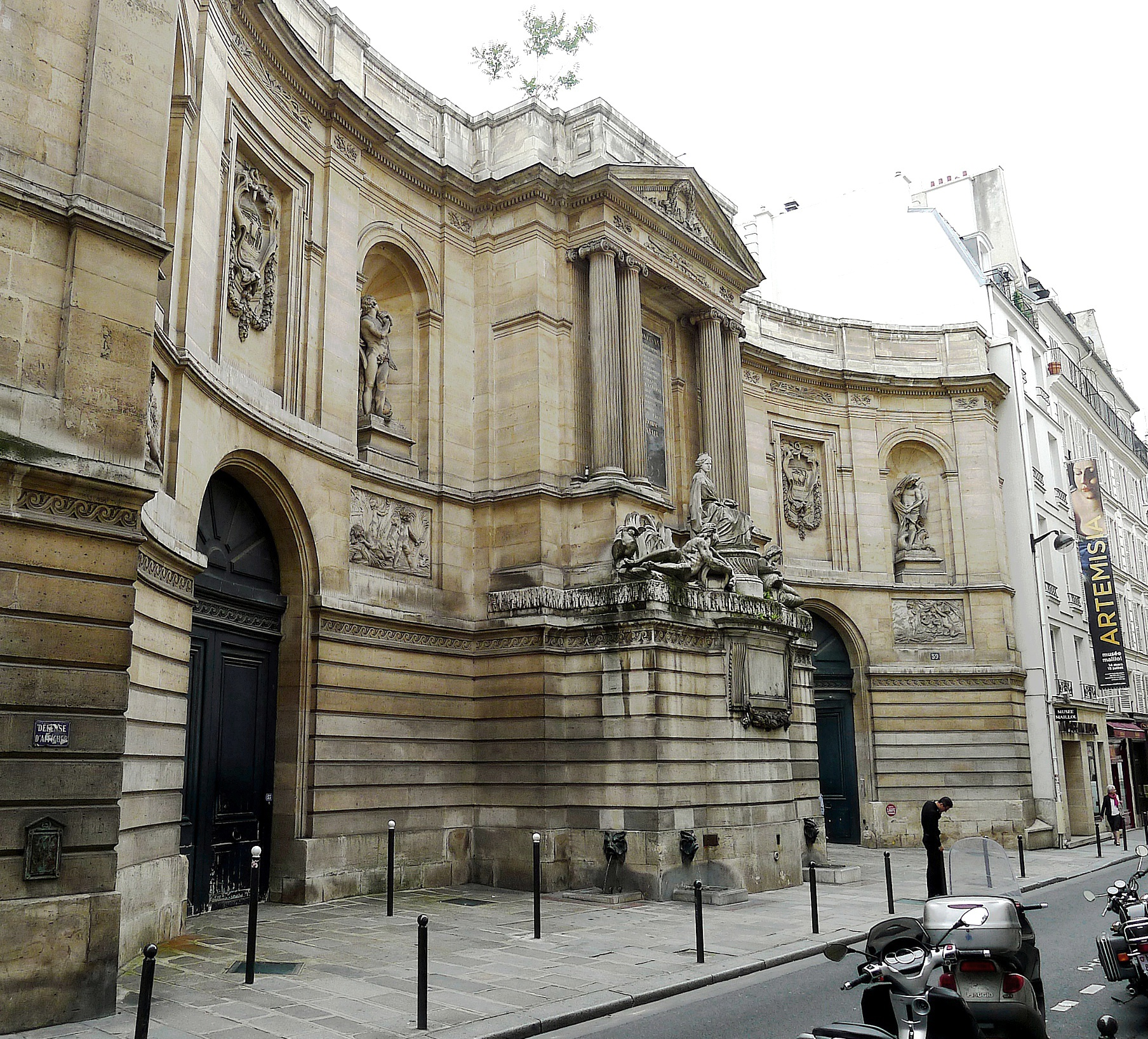
La Fontaine des Quatre-Saisons en 2012.

- No 59 : Alfred de Musset passe presque toute sa vie d'écrivain dans cet hôtel, jusqu'en 1839.
- No 59-61 : le musée Maillol, ouvert par la fondation Dina Vierny et consacré à Aristide Maillol, dans lequel se déroule régulièrement des expositions d'autres artistes.
- No 73 : hôtel de Galliffet, construit en cœur d'îlot à partir de 1784 par Étienne-François Le Grand pour Simon de Galliffet (aujourd'hui Institut culturel italien[10]).
- No 75 : hôtel de Furstenberg, construit en 1687-1693 par Pierre Delisle-Mansart.
- No 77 : hôtel construit par l'architecte du Roi Pierre Lemaistre, acquis en 1708 par Charles de La Mothe-Houdancourt et son épouse Élisabeth de la Vergne du Cressan. Leur fils Louis Charles en hérite. Des travaux ont lieu entre 1773 et 1775. L'hôtel est vendu au duc de l'Infantado en 1778 puis à la gouvernante des enfants du comte d'Artois, Adélaïde-Luce-Madeleine de Galard de Béarn, veuve du comte de Mussidan Bertrand de Caumont. En 1808, Henriette-Louise d’Argouges, veuve d'Antoine-Philippe de La Trémoille, l'acquiert. En 1883, il passe à la société immobilière de Grenelle et devient un établissement secondaire privé catholique : l'école de filles Saint-Nicolas puis l'école mixte Sainte-Clotilde[11].
- No 79 : hôtel d'Estrées, construit en 1711-1713 par Robert de Cotte (1656-1735), architecte du roi pour Madeleine-Diane de Bautru de Vaubrun, veuve du duc d'Estrées, anciennement ambassade de Russie en France (aujourd'hui résidence de l'ambassadeur de Russie)[12].
- No 81 : Gaston Baty, homme de théâtre, ainsi que Didier Faure-Beaulieu, directeur de cabinet du directeur général du SDECE (ancienne DGSE), ont vécu dans cet hôtel particulier[13],[14]. La légende veut que ce dernier ait autorisé les équipes du SDECE à percer le mur mitoyen pour écouter les diplomates de l'ambassade de Russie en France, auparavant sise au no 79[14]. Pierre Daru, comte d'Empire et ministre chargé de l'administration de la guerre, en a été propriétaire.
- No 83 : hôtel de Monceaux, dit aussi de Bonneval, construit en 1672 par l'architecte Jean Marot.
- No 84 : siège de la Société nationale d'horticulture de France et du Nouveau Centre[15].
- Nos 85 et 87 : les hôtels d'Avaray et de Beauffremont (ou d'Orrouer) disposent de cadrans solaires notables. Le premier, construit en 1720 par Jean-Baptiste Leroux (aujourd'hui résidence de l'ambassadeur des Pays-Bas[16]). Le couturier Hubert de Givenchy vivait dans le second[17], racheté par la suite par Xavier Niel[18].
- Nos 86 et 88 : l'hôtel du président Hénault et l'hôtel de Noaillac, construits par Pierre Delisle-Mansart.
- No 90 : immeuble réalisé par l'architecte Henri Deglane en 1906[19] et primé en 1908 au Concours de façades de la ville de Paris[20].

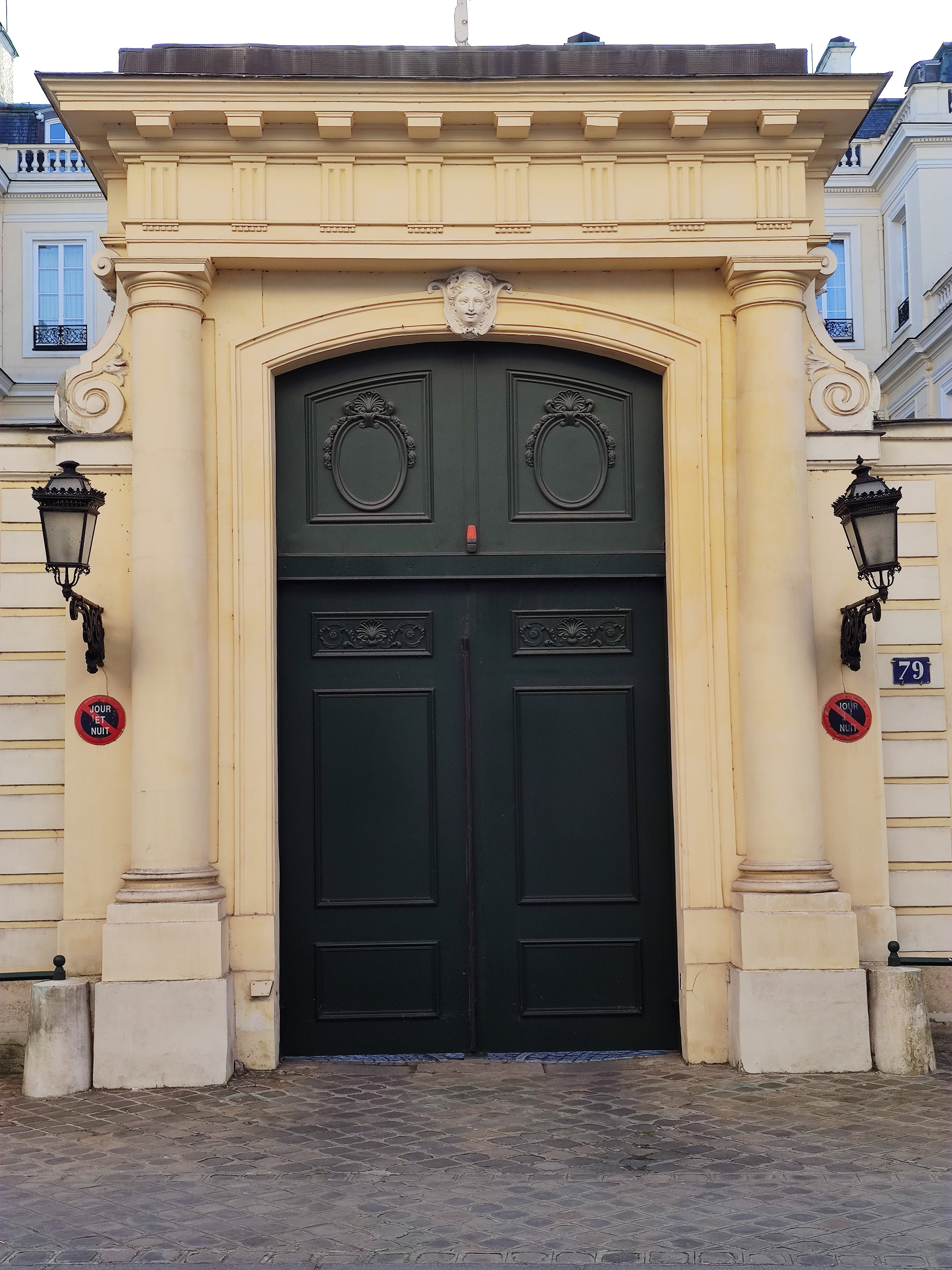
No 79.
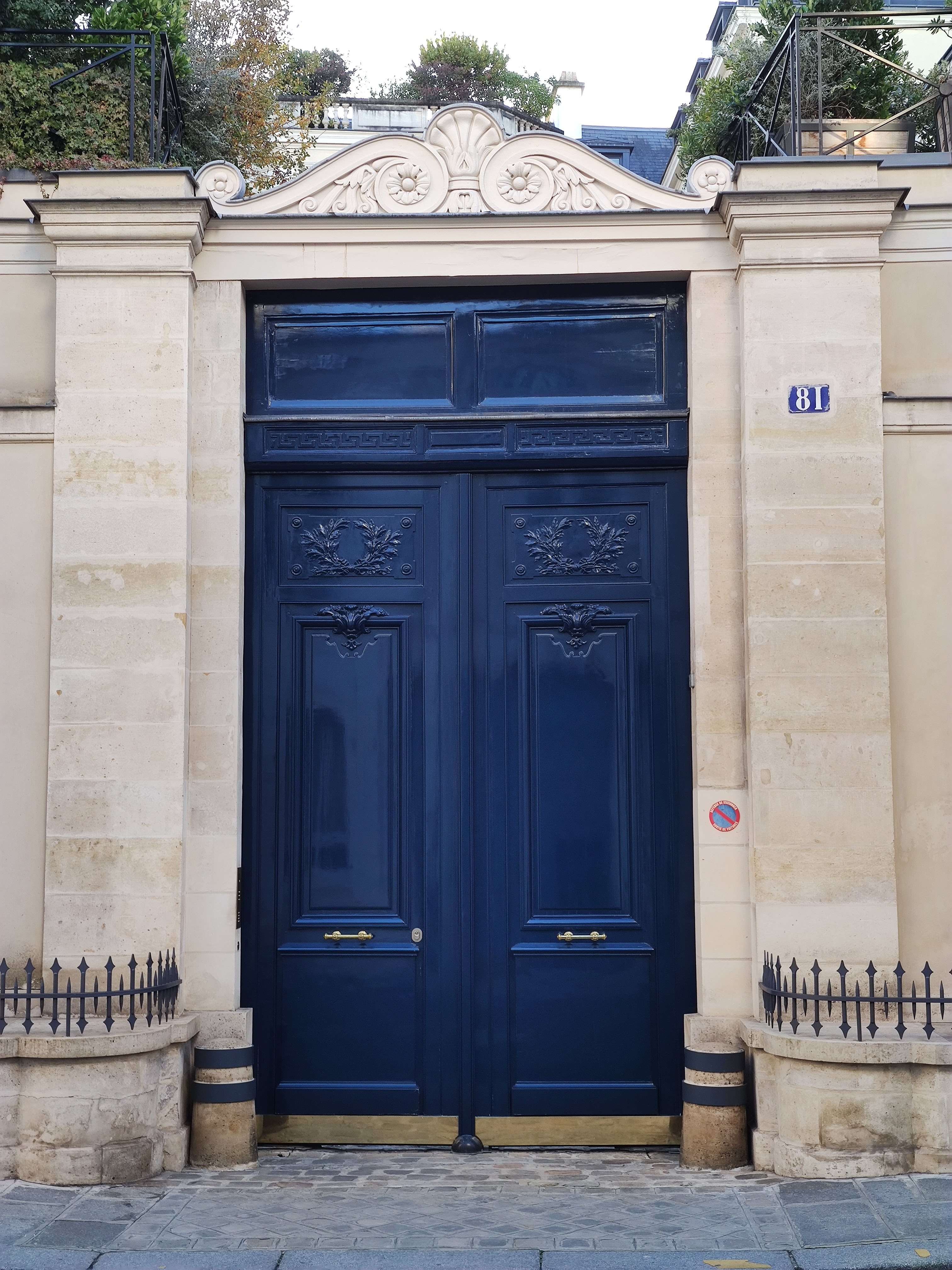
No 81.
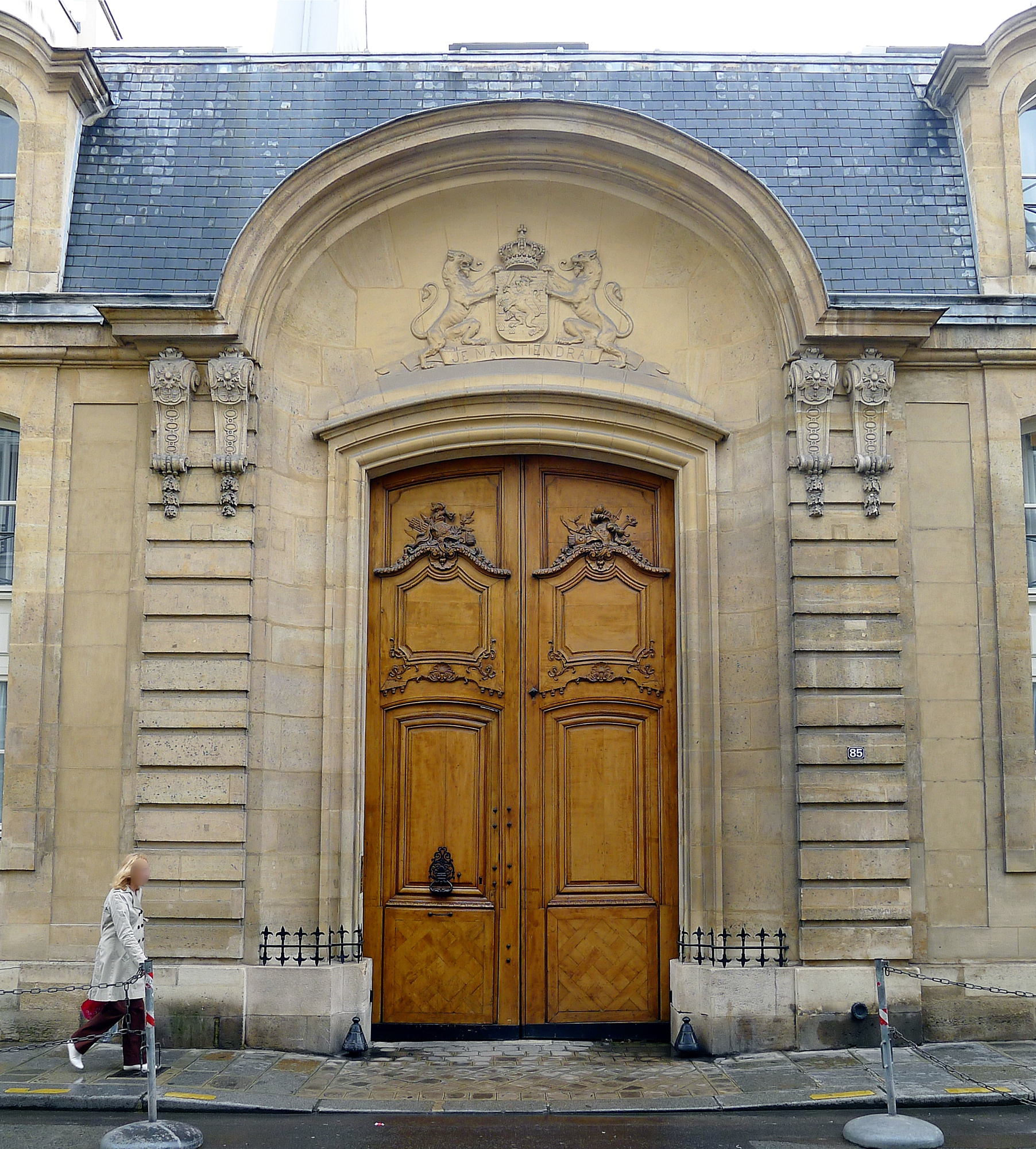
No 85 : l'hôtel d'Avaray.
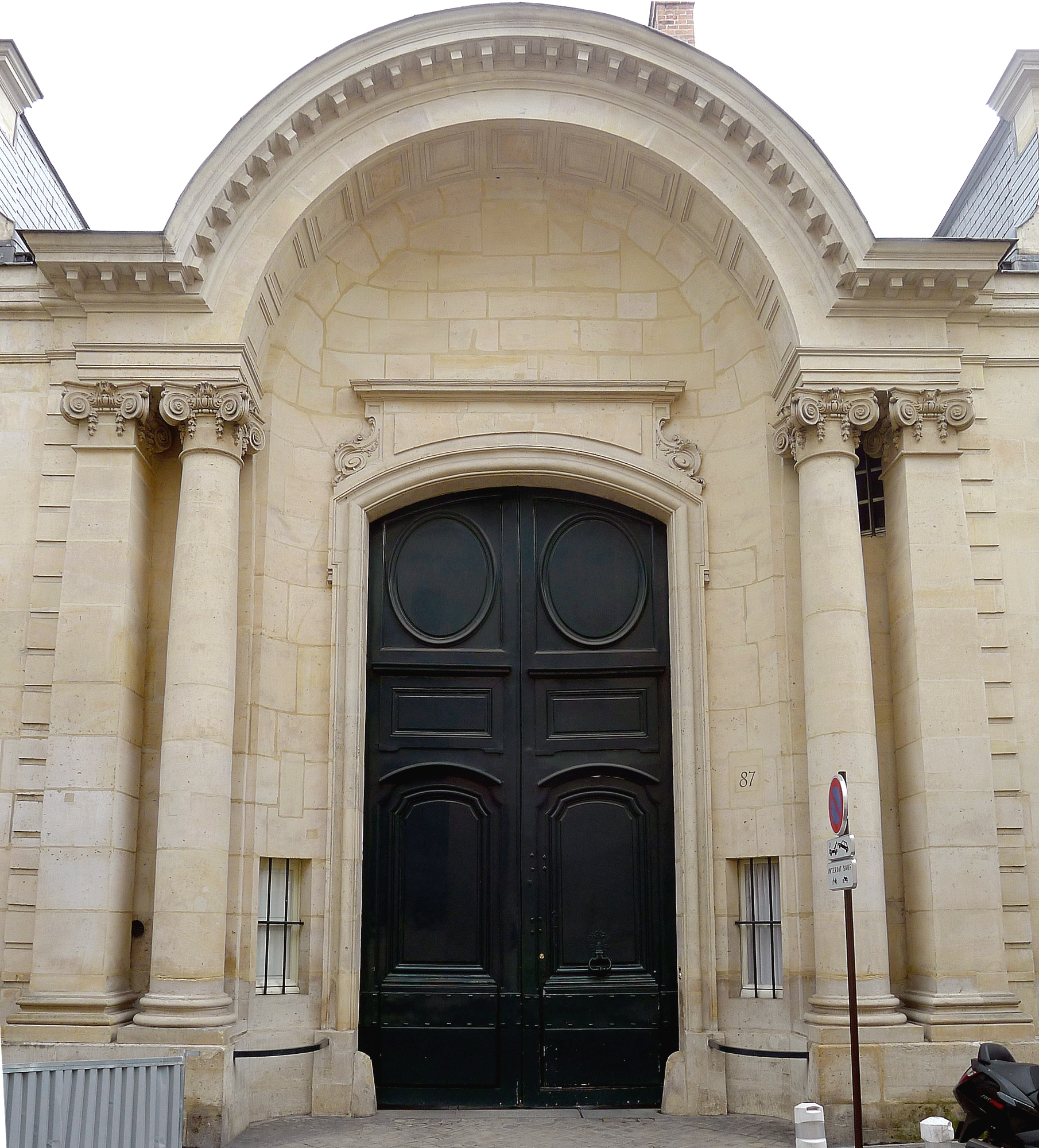
No 87 : l'hôtel de Beauffremont.
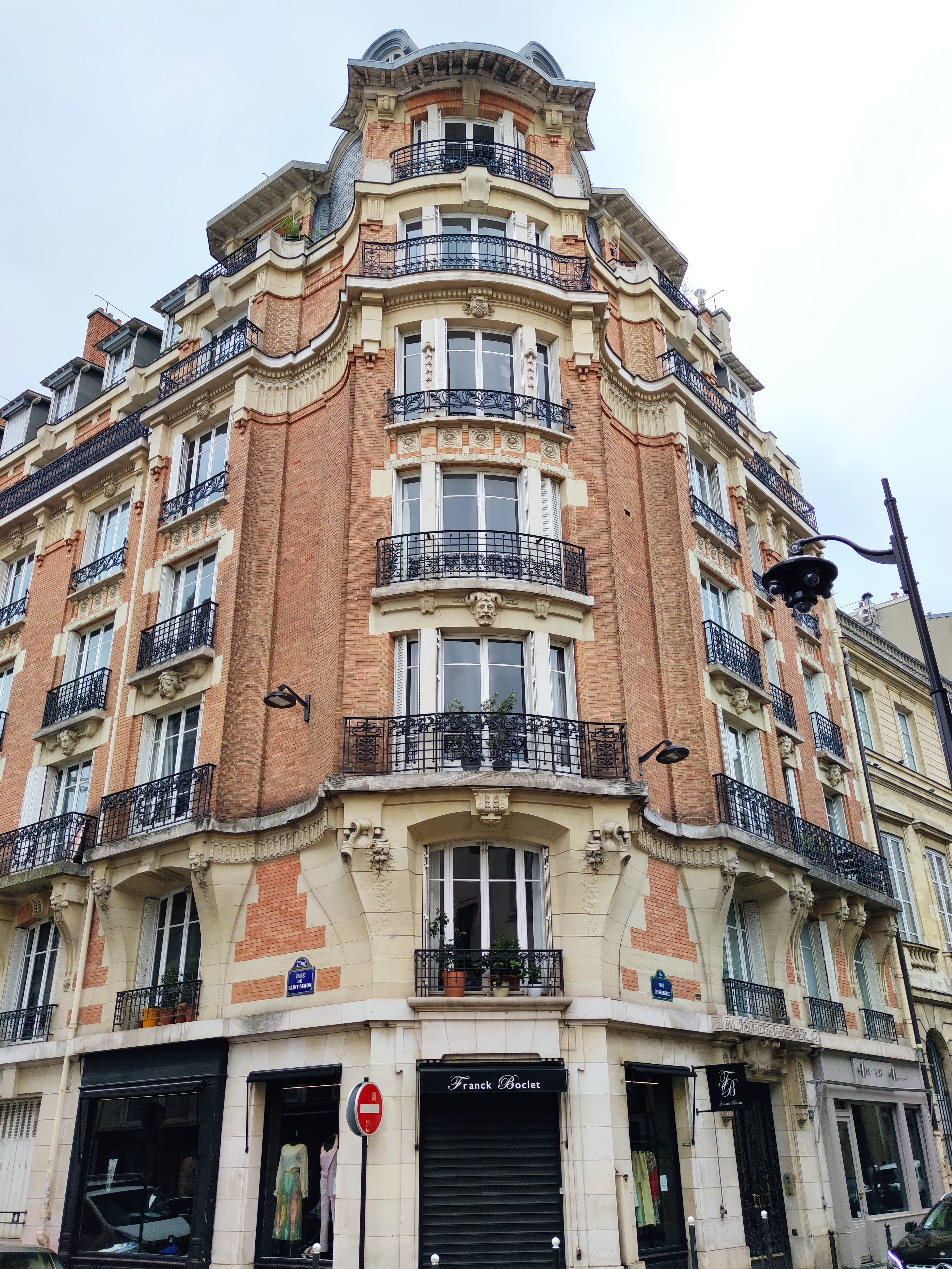
No 90.

- Nos 97-99 : Conseil supérieur du gaz et de l'électricité. Siège du Haut Conseil à l'égalité entre les femmes et les hommes.

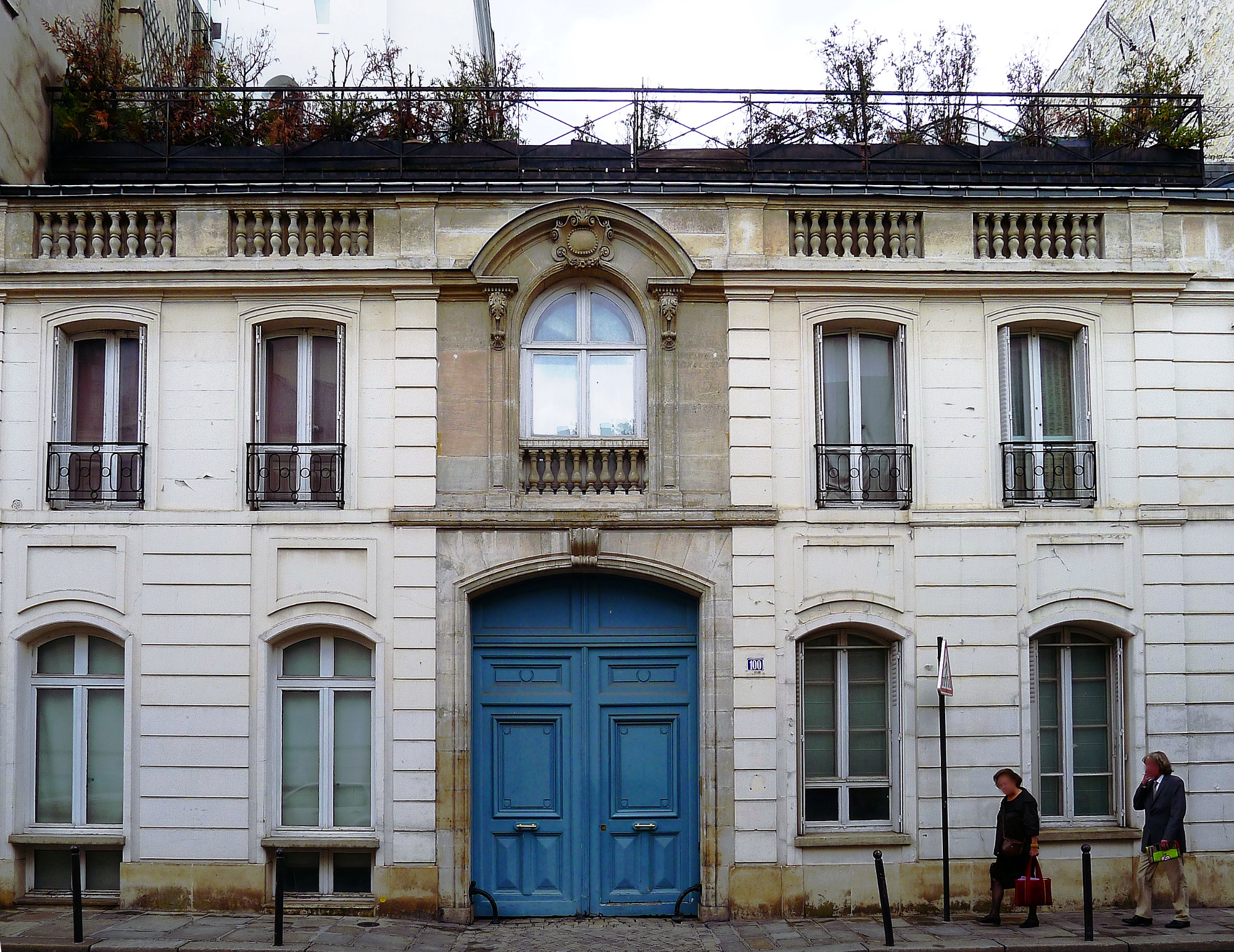
No 100.

- No 101 : hôtel de Rothelin-Charolais, construit vers 1703, peut-être par Pierre Cailleteau dit Lassurance pour le marquis de Rothelin. L'hôtel appartient en 1735 à Louise-Anne de Bourbon-Condé (1695-1758), la scandaleuse Mlle de Charolais, qui lui donne son nom et le lègue en 1758 au comte de La Marche (prince de Conti en 1776), qui en fait sa résidence parisienne. Appartenant à l'État, l'hôtel abrite jusqu'en 2010 le ministère de l'Immigration, de l'Intégration, de l'Identité nationale et du Développement solidaire, puis le ministère de la Fonction publique. Depuis mai 2017, il est occupé par le secrétariat d'État aux relations avec le Parlement, le porte-parolat du Gouvernement, l'Observatoire de la laïcité et plusieurs services du Premier ministre. Depuis 2020, il est occupé par le Ministère de la transformation et de la fonction publiques. Il a été occupé par la Secrétaire d'État chargé de l'Enfance.

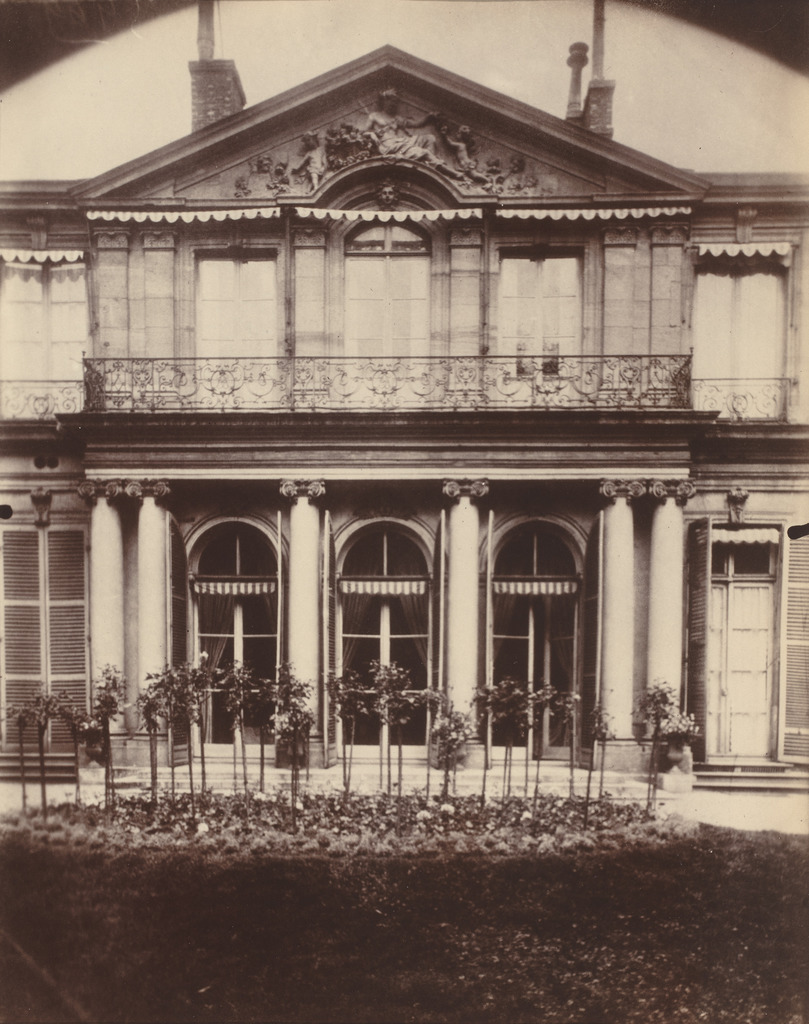
Façade du no 101.

- No 102 : hôtel de Maillebois, construit en 1660 par Antoine Le Pautre et reconstruit partiellement par Denis Antoine vers 1771. Le duc de Saint-Simon y vécut.

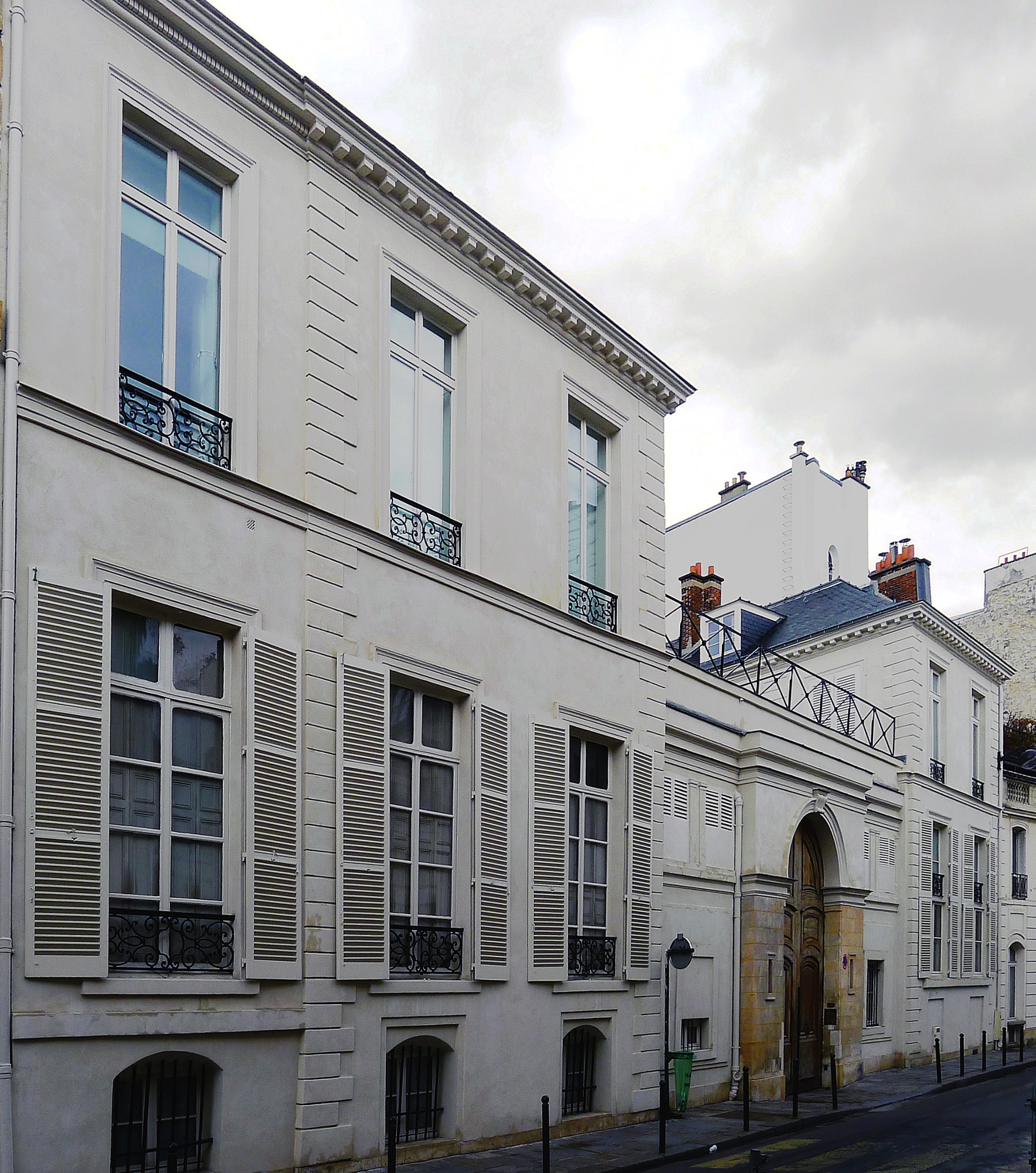
No 102, l'hôtel de Maillebois.
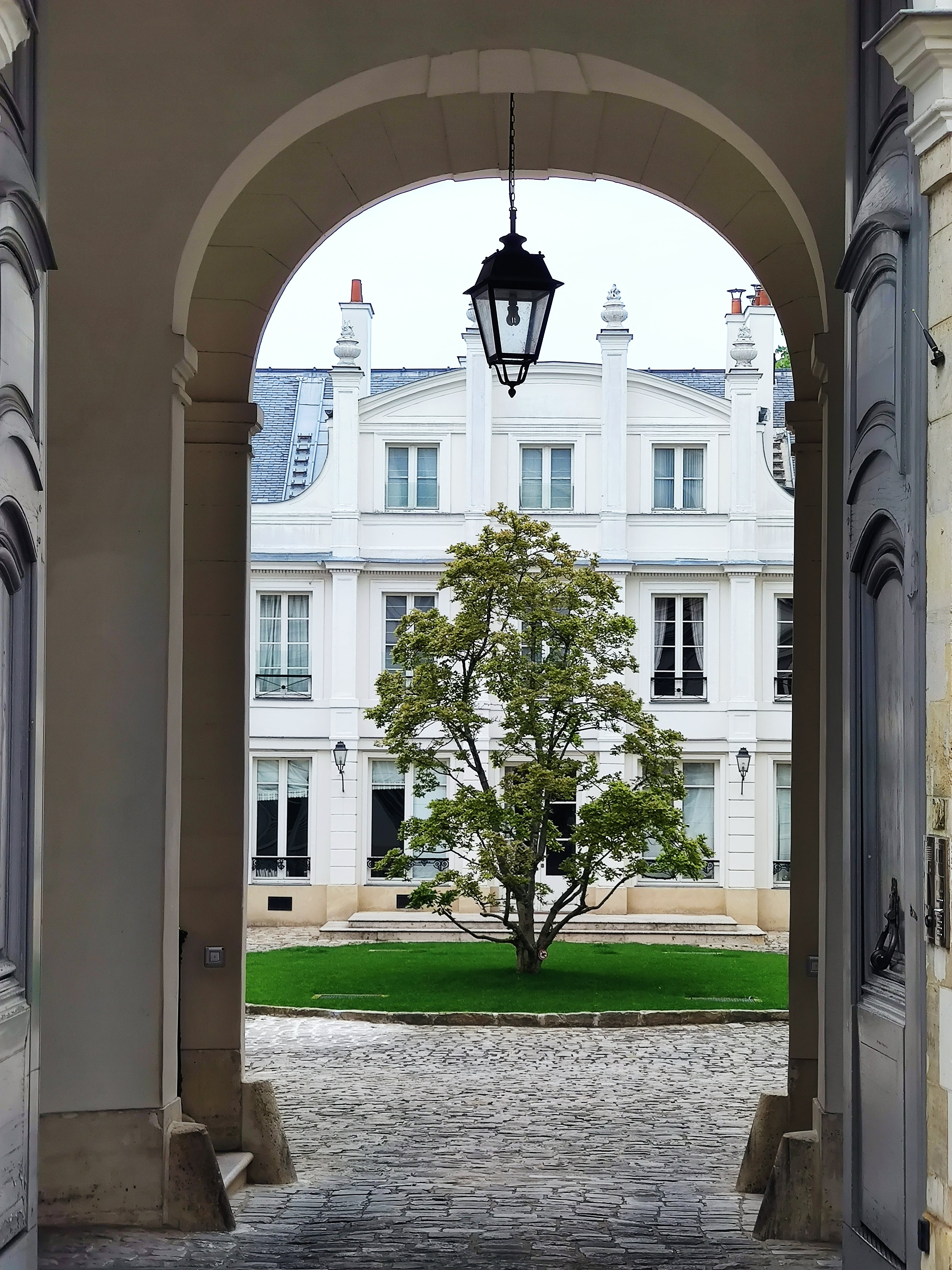
No 102.

- No 103 : immeuble construit en 1841 et surmonté de la tour du télégraphe (tour Chappe). Le bâtiment abrite le ministère des Postes et Télégraphes jusqu'en 1960 puis devient le siège d'une des directions de France Télécom jusqu'en 2007. La tour du télégraphe possède un rôle symbolique fort, pour avoir été pendant des années le centre des communications de la France. Comme le rappelle une plaque commémorative apposée sur la façade du bâtiment, c'est à partir de cet endroit que sont diffusés les premiers programmes réguliers de la télévision française en novembre 1935, Georges Mandel étant ministre des PTT et René Barthélémy le responsable technique.
De nos jours, le bâtiment abrite l'ambassade de Nouvelle-Zélande en France et l'Autorité européenne des marchés financiers.

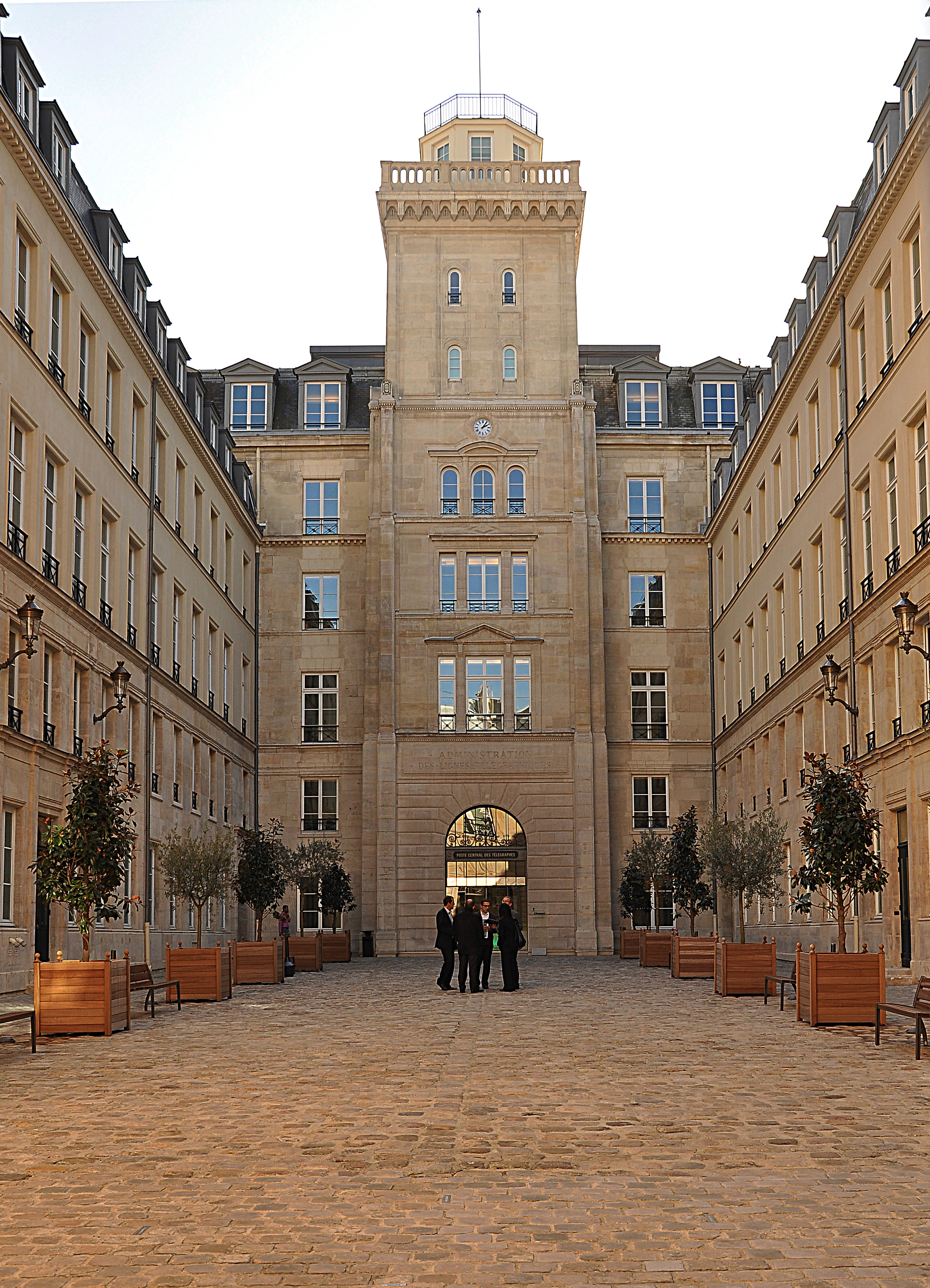
Tour Chappe au no 103.
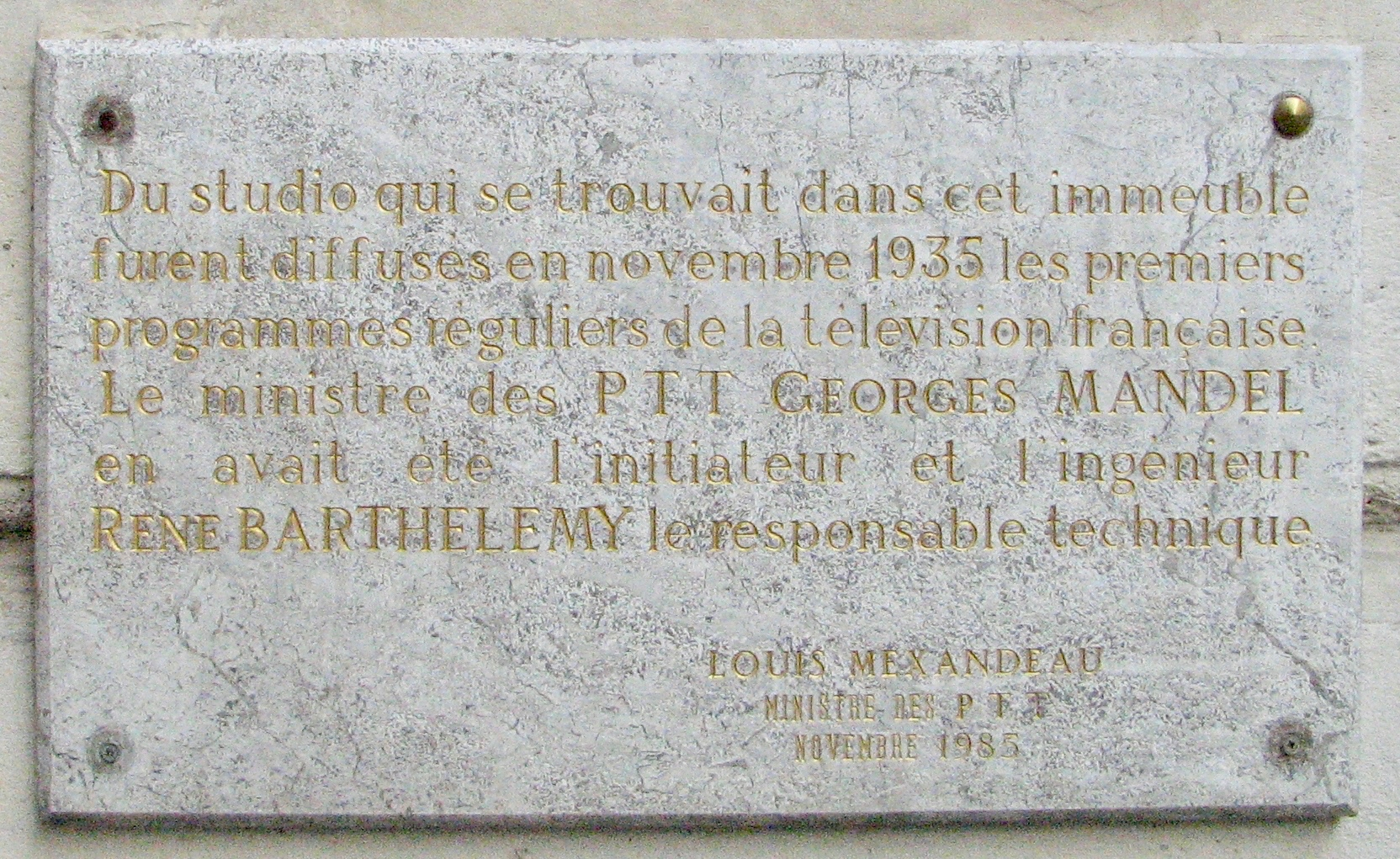
Plaque commémorative.

- Nos 104-106 : ancienne abbaye de Penthemont, qui relevait de l'ordre de Citeaux (dite abbaye des Bernardines de Penthémont) et s'installa en 1671 rue de Grenelle. C'était à la fois une maison de retraite et une maison d'éducation pour les jeunes filles de la noblesse. Les anciens bâtiments conventuels qui s'alignent rue de Bellechasse sont occupés jusqu'en 2014 par le secrétariat d'État aux anciens combattants.

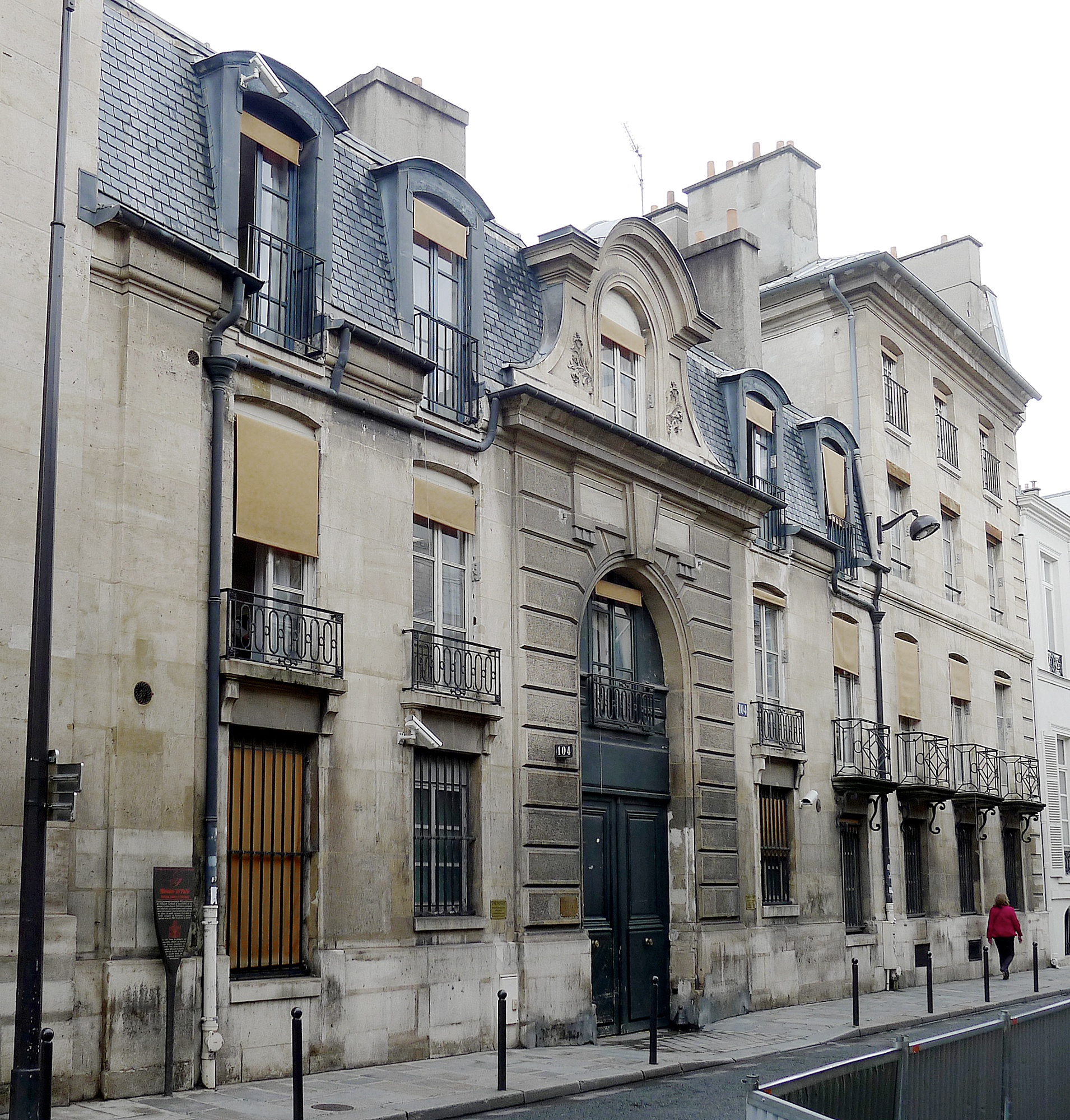
No 104.

- No 107 : hôtel de Martignac, ancien hôtel de Jean-Baptiste Sylvère Gay, vicomte de Martignac.
- No 110 : hôtel de Rochechouart, construit en 1776 par Mathurin Cherpitel, remanié à partir de 1839 par Alphonse de Gisors pour le ministère de l'Éducation nationale[21], actuel occupant des lieux.
- No 115 : hôtel de Sommery, à l'entrée duquel on trouve une plaque à la mémoire de l'actrice Adrienne Lecouvreur (1692-1730). Cette plaque, gravée par d'Argental, amant et légataire universel de l'actrice, fut retrouvée dans les combles de l'hôtel.
- No 116 : mairie du 7e arrondissement[22], abritant la bibliothèque Saint-Simon depuis 1983 qui offre plus de 40 000 volumes. Ayant subi de nombreux aménagements à travers le temps, notamment par Joseph Uchard au XIXe siècle, il ne reste d'éléments d'origine de l'hôtel de Villars (ou grand hôtel de Villars) qu'un portail en forme d’arc de triomphe attribué à Germain Boffrand.
- Nos 118-120 : petit hôtel de Villars, ancienne dépendance de l'hôtel du duc et maréchal de France Claude Louis Hector de Villars, situé au no 116. Un temps propriété de la famille Cahen d'Anvers et, à partir des années 1880, résidence du compositeur Albert Cahen, il accueille aujourd'hui les élèves de collège de l'établissement scolaire Paul Claudel-d'Hulst.

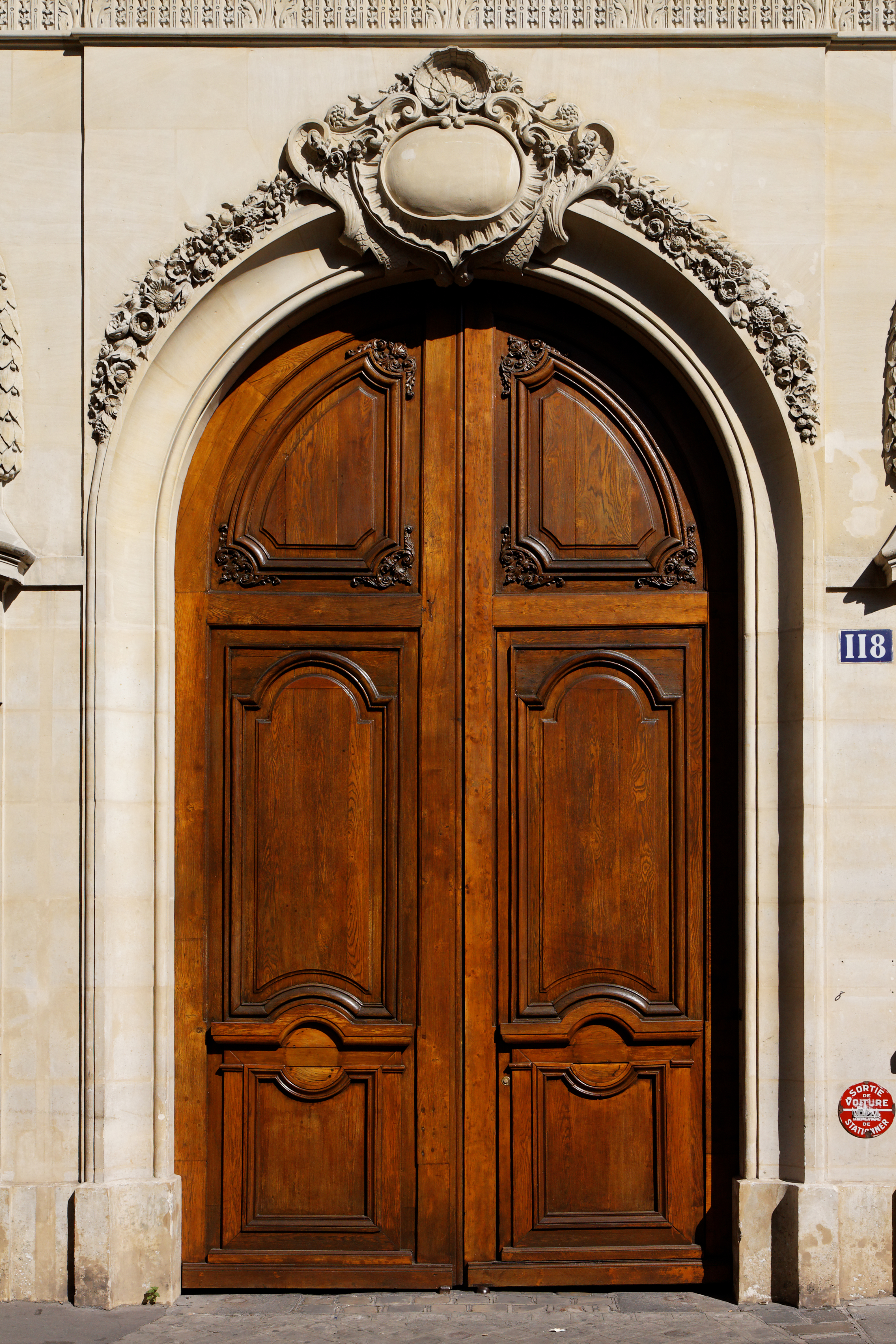
Porte du petit hôtel de Villars (no 118).
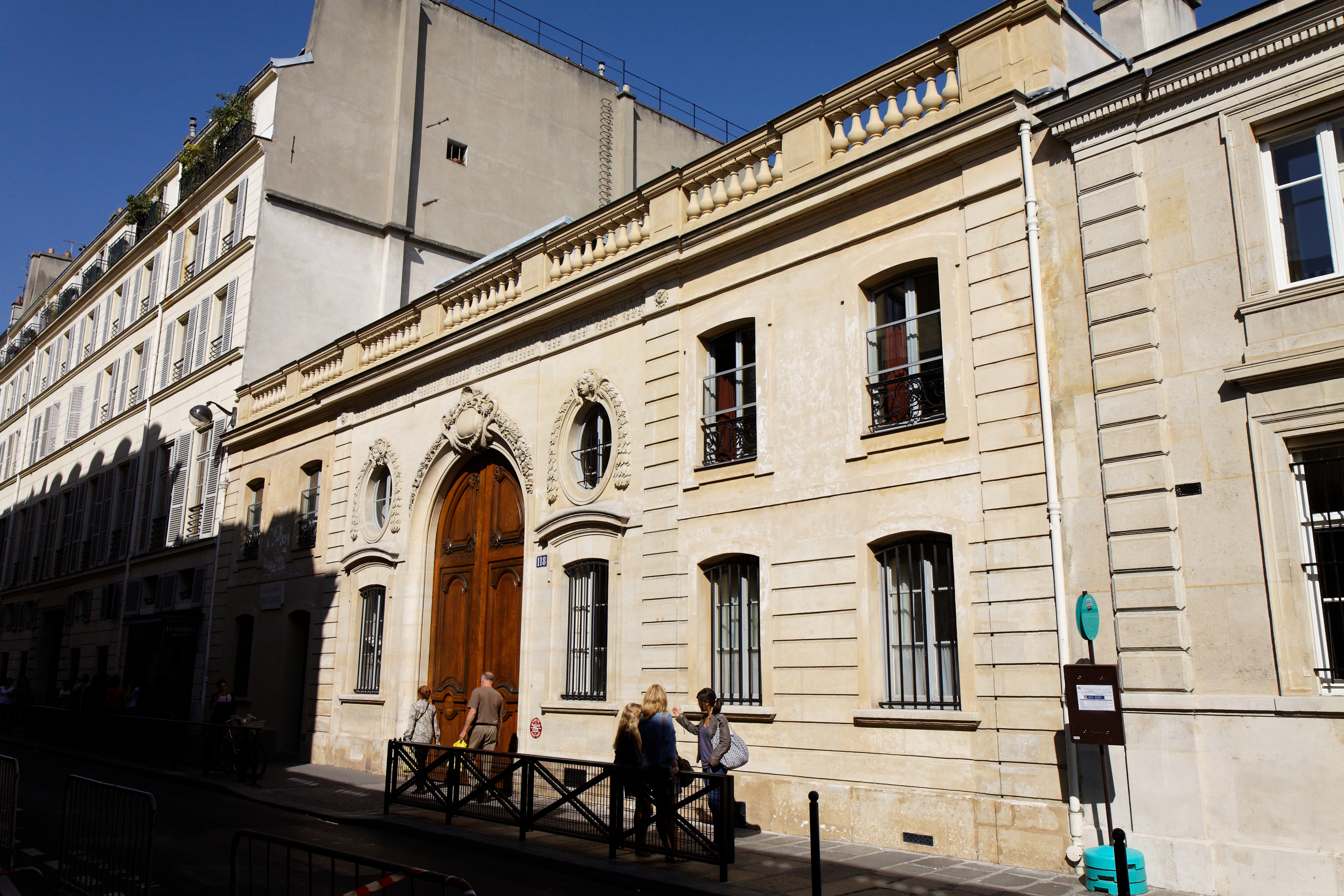
Vue globale.
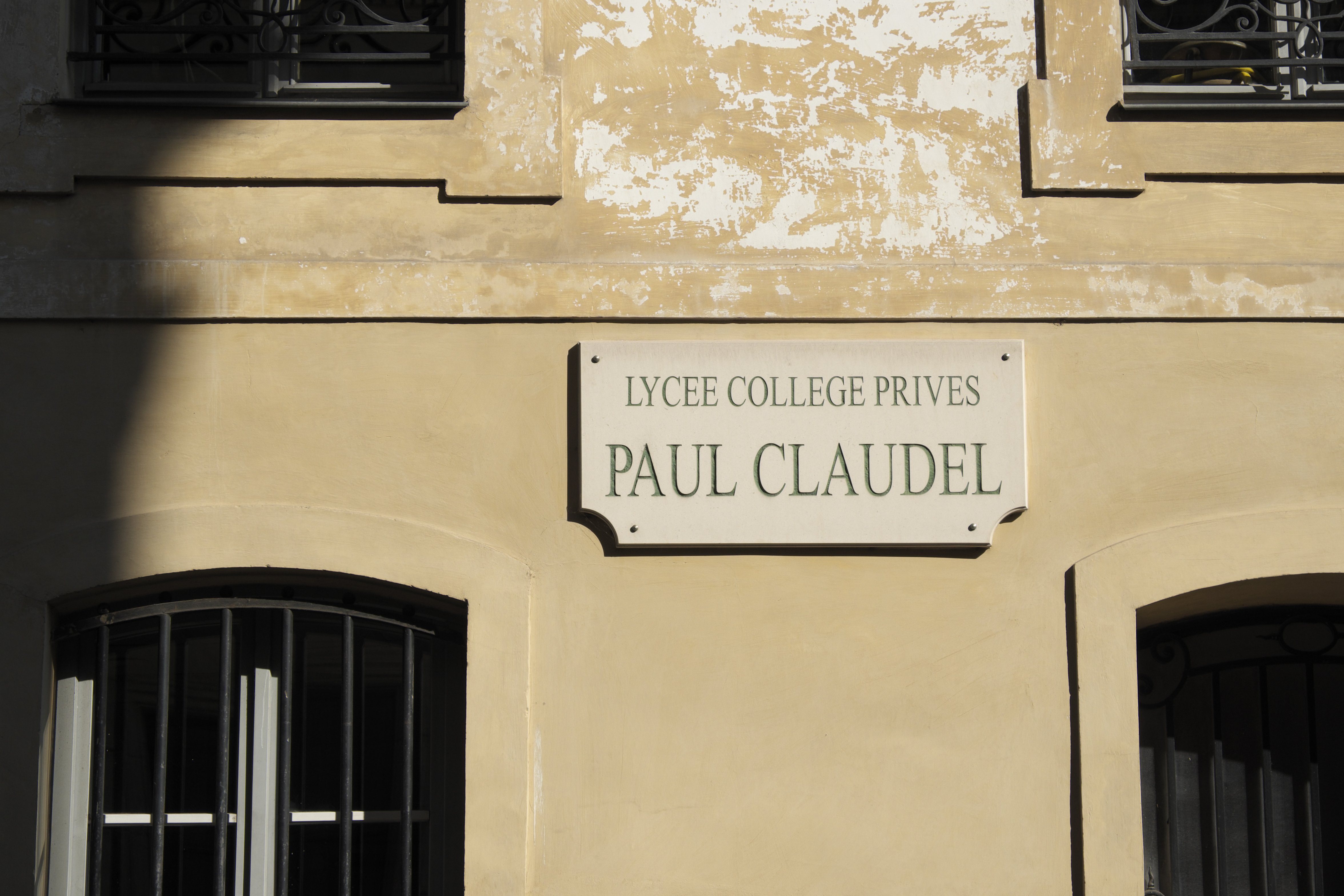
Plaque indiquant la présence de l'établissement Paul Claudel.

- No 122 : emplacement d'un couvent de carmélites qui fut transformé en caserne à la Révolution. La caserne de Grenelle abritera à partir de 1800 la Garde consulaire. C'est à cette adresse que l'architecte décorateur et artiste peintre Louis Süe (1875-1968) s'installe avec son neveu Gilbert Olivier Süe, devenu son associé de 1952 à 1968.
- No 123 : domicile de Pierre Brossolette de 1932 à 1944.

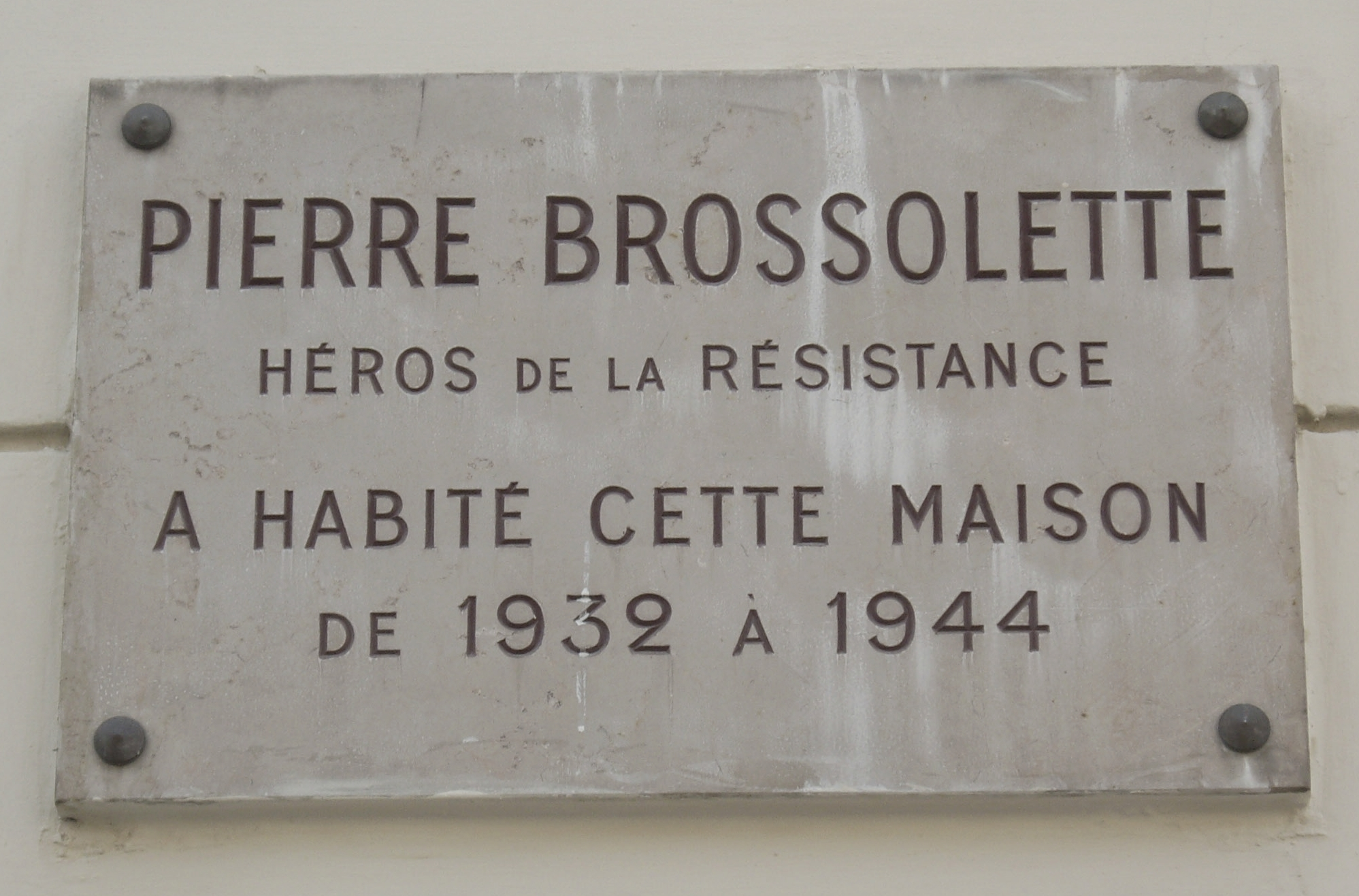
Plaque au no 123.

- No 125 : hôtel de Damas d'Antigny, ambassade de Corée du Sud[23], construit par Mathurin Cherpitel[24].

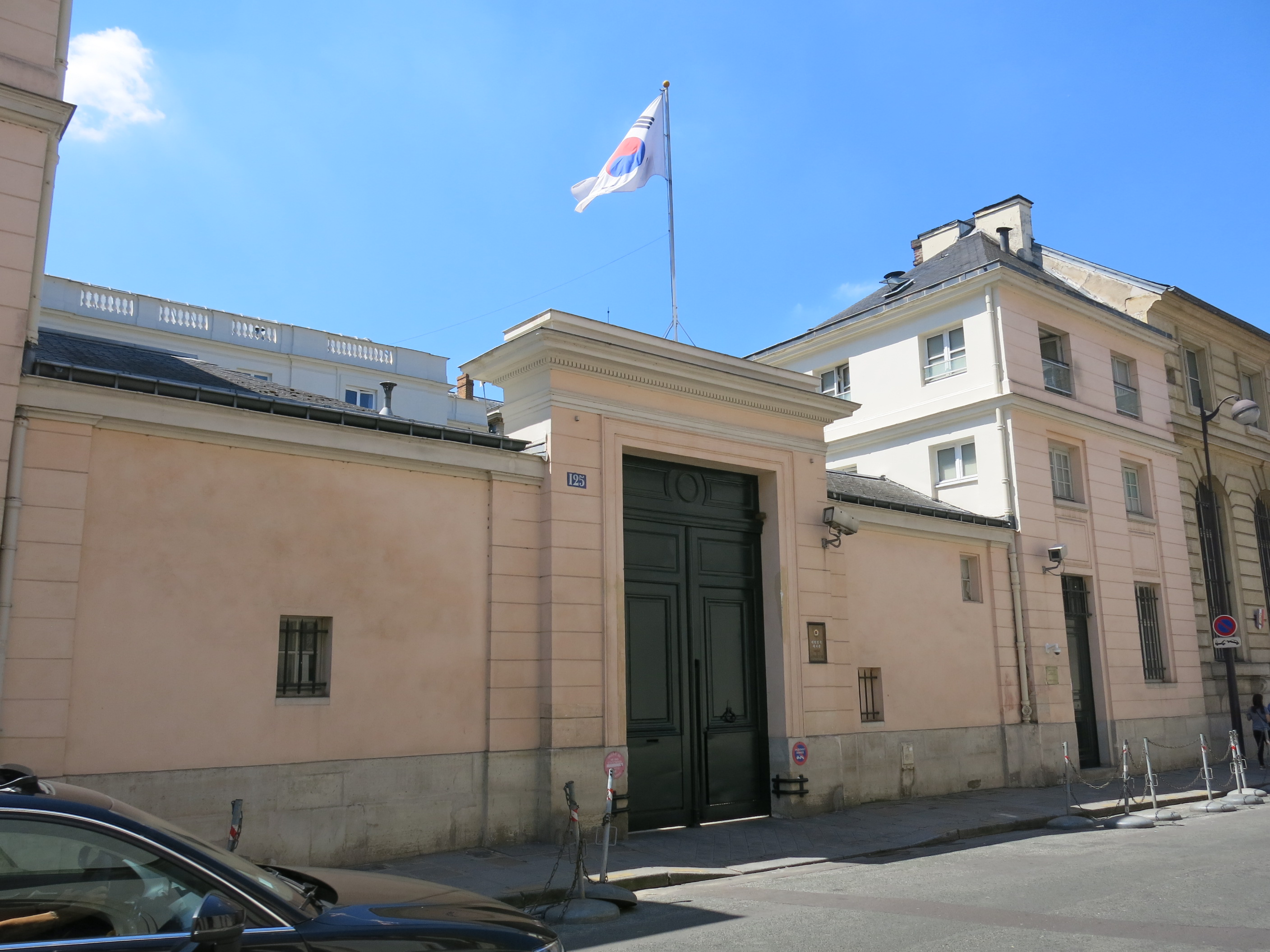
No 125.

- No 127 : hôtel du Châtelet, construit de 1770 à 1776 par Mathurin Cherpitel ; extérieurs restaurés en 2005[25]. C'est aujourd'hui le ministère du Travail[26].
- No 129 : hôtel des Invalides abritant le musée de l'Armée.
- No 134 : (angle de la rue de Bourgogne) immeuble de rapport construit en 1903 par l'architecte Jules Lavirotte pour l'entrepreneur Jules Pinardon[27]. Il y a habité.

- No 136 bis : ancien siège[Quand ?] de l'Institut national de l'information géographique et forestière (IGN)[28].
- No 138 : Hôtel de Noirmoutier, construit en 1720-1723 par Jean Courtonne pour Antoine François de La Trémoille, duc de Noirmoutier. Le duc était aveugle et « le prodige », écrit Saint-Simon, « fut que, quoique pauvre, il se bâtit une maison charmante, qu'il en régla la distribution et les proportions, et en gros et en détail les dégagements, les commodités et jusqu'aux ornements, aux glaces, aux corniches, aux cheminées et, au tact, choisit les étoffes pour les meubles en lui disant les couleurs ». Initialement, le premier étage ne couvrait que les sept travées centrales du rez-de-chaussée. L'hôtel fut attribué comme logement au maréchal Foch en 1919. Il y résida jusqu'à sa mort en 1929. Il est aujourd'hui la résidence du préfet de la région d'Île-de-France, préfet de Paris.
- No 138 bis : maison de l'Entrepreneuriat, fondée par Raise France.
- No 142 : hôtel Chanac de Pompadour, dit aussi hôtel de Besenval, construit en 1704 par Pierre-Alexis Delamair et remanié par Alexandre-Théodore Brongniart en 1767 pour Pierre Victor de Besenval de Brünstatt, qui l'achète à la maréchale de Luxembourg (aujourd'hui ambassade de Suisse[29]).
- Angle de la rue de Grenelle et du boulevard des Invalides : lieu de l'assassinat de l'éditeur Robert Denoël, le 2 décembre 1945[30].
- No 142 bis : immeuble construit en 1908 par l'architecte Jacques Hermant, signé en façade.

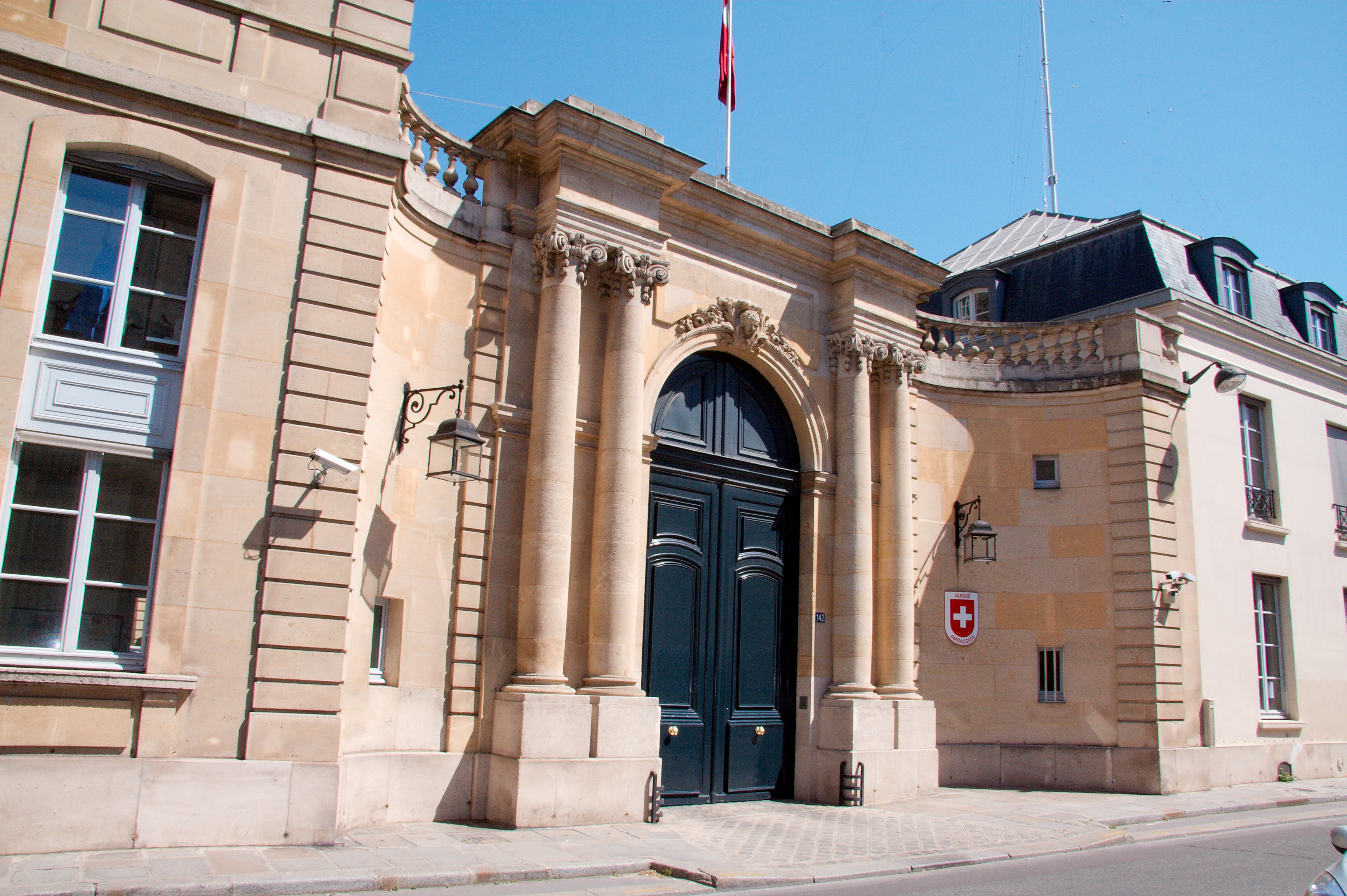
No 142.
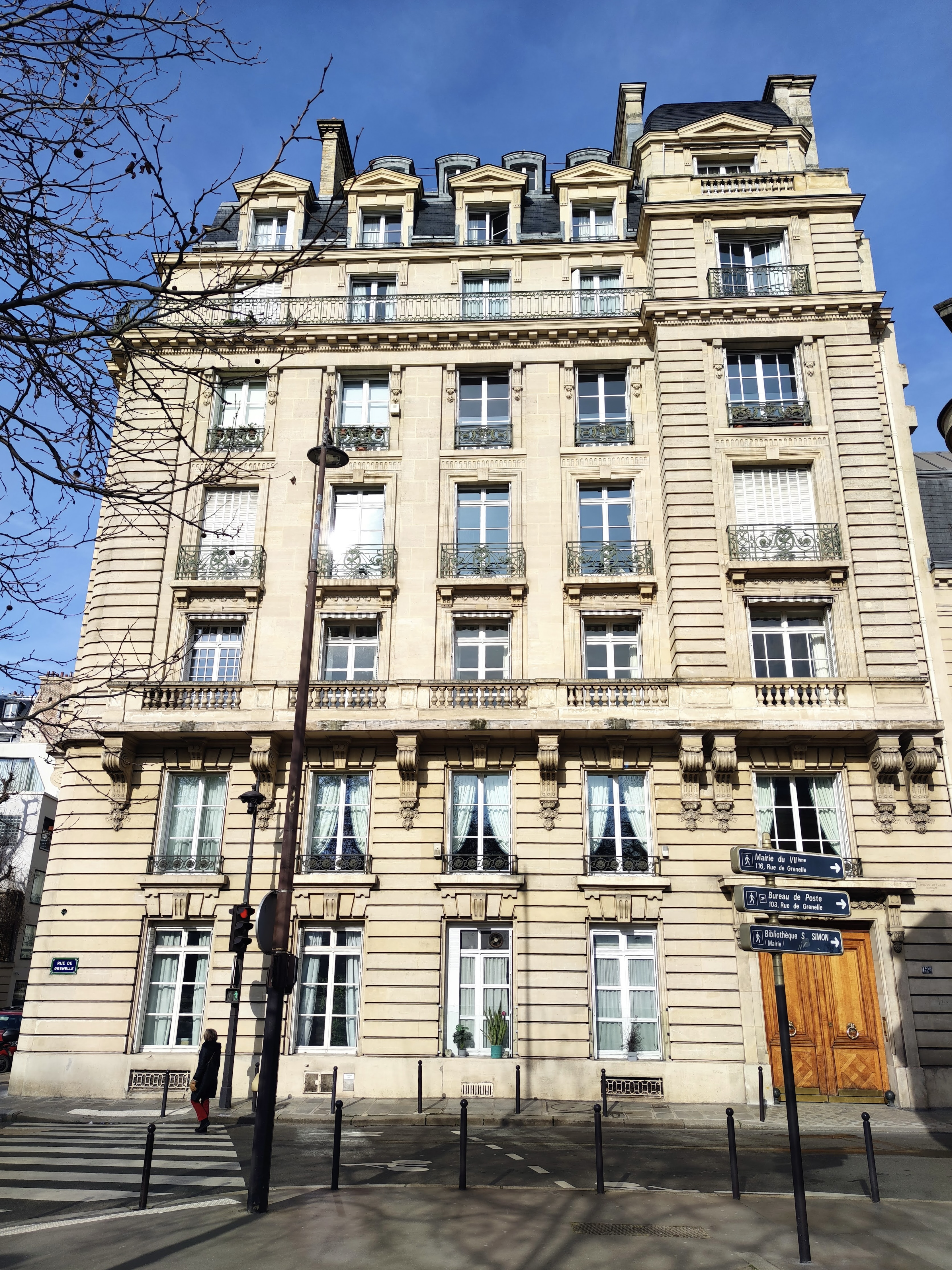
No 142 bis.
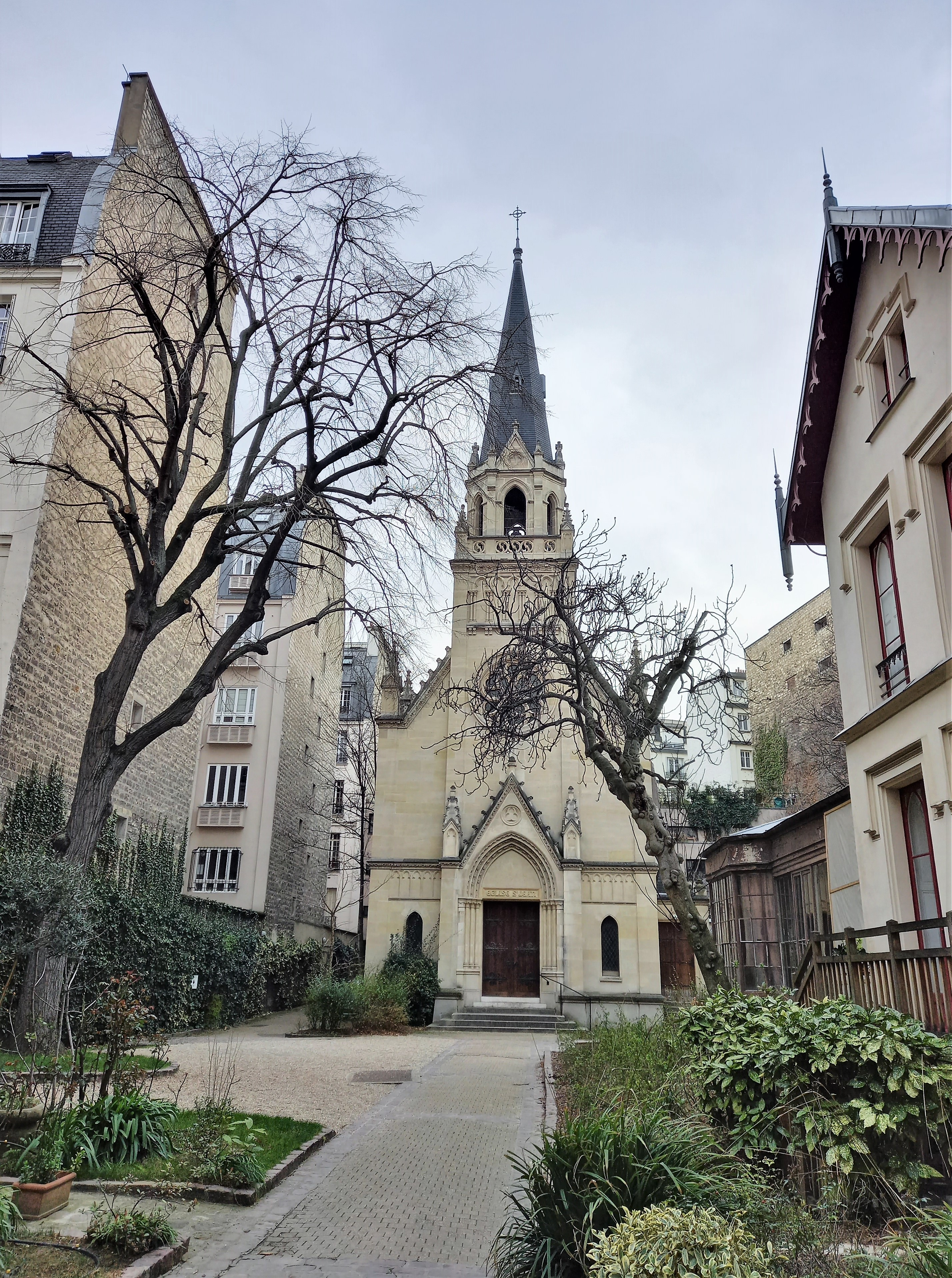
No 147.
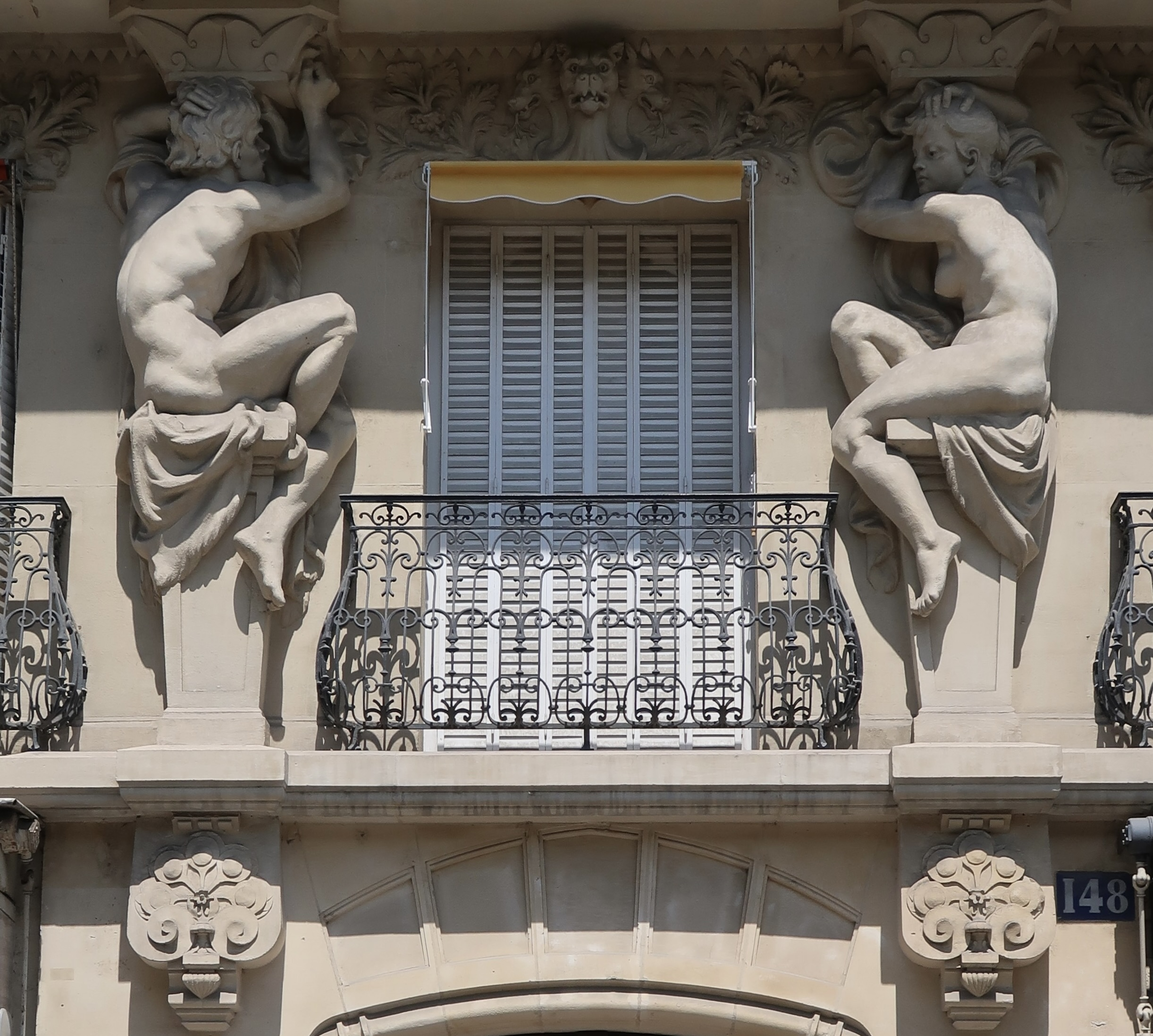
Atlante et cariatide au no 148.

- No 147 : église protestante luthérienne Saint-Jean, membre de l'Église protestante unie de France, construite par les architectes Jean Naville et Henri Chauquet, inaugurée le 26 février 1911[31].
- No 149 : anciennement le siège de l'Institut national de la recherche agronomique.
- No 151 : immeuble de style Art nouveau de l'architecte Jules Lavirotte (1898)[32].
- No 164 : bibliothèque Amélie ouverte en 1981 et disposant d'environ 35 000 volumes.
- No 174 : adresse de l'atelier du peintre Henri Goetz en 1959.
- No 188 : domicile de Jules Rimet durant sa jeunesse, fondateur de la Coupe du monde de football[33].
- No 191 : adresse de naissance de l'historien Pierre Braun en 1881.
- No 199 : l'homme politique Maurice Viollette y a résidé.
- No 204 : immeuble construit en 1898 par Louis-Pierre Marquet, primé au Concours de façades de la ville de Paris[34].
- No 210 : siège du Gros-Caillou Sportif, club omnisports.
- No 221 : Charles-Joseph Panckoucke (1736-1798), écrivain, éditeur, libraire français résidait ici vers 1762.

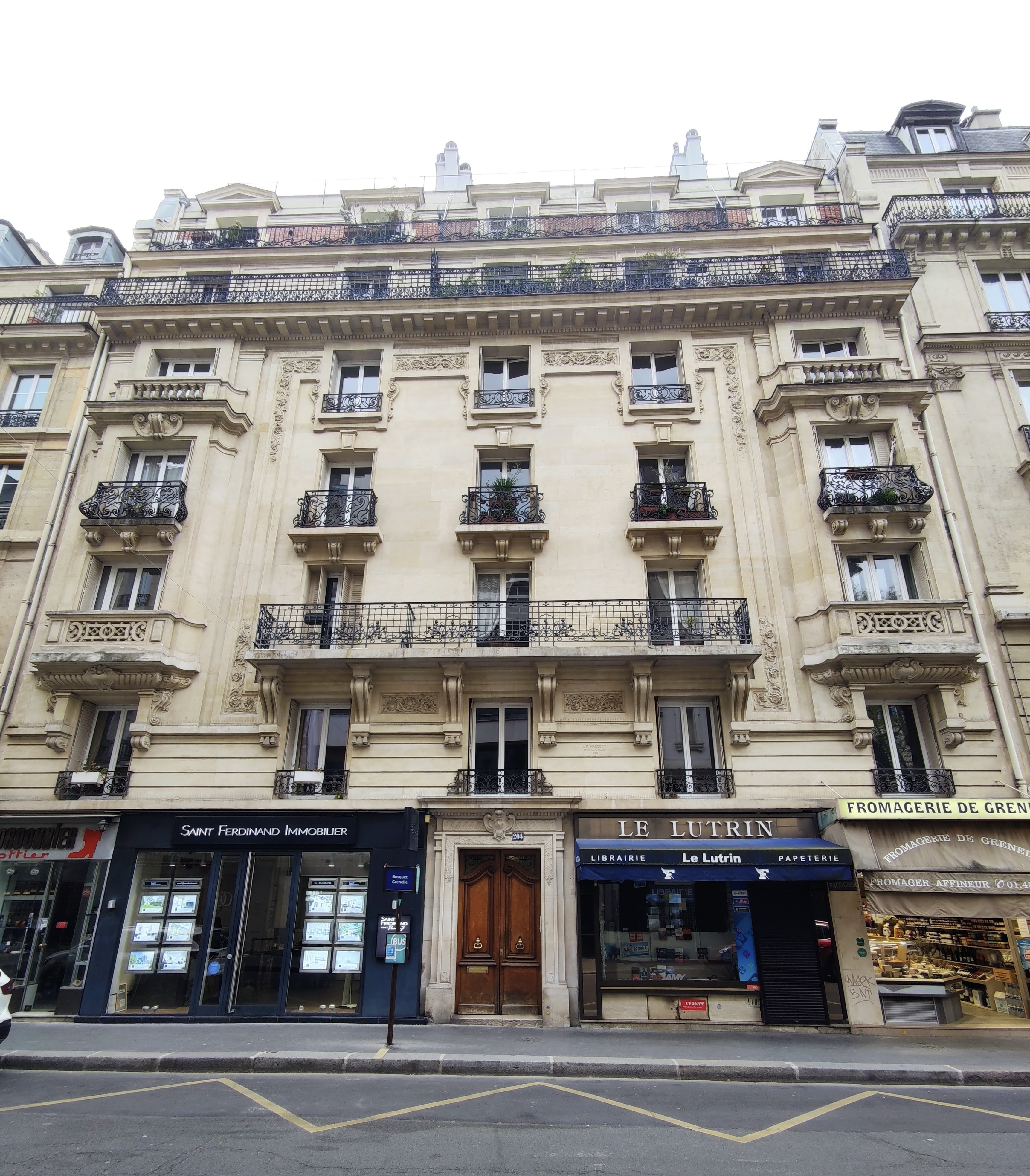
No 204.

### Autres
- La rue a laissé son nom aux accords de Grenelle, négociés au ministère du Travail (sis au no 127) en pleine crise de mai 1968.
- Dans plusieurs romans de La Comédie humaine, Honoré de Balzac situe des hôtels particuliers de l'aristocratie la plus raffinée. Notamment dans Béatrix : « Béatrix de Rochefide avait écrit à la duchesse de Grandlieu l'histoire de Calyste, en lui annonçant qu'elle vendait sa maison de la rue du Mont-Blanc, de laquelle quelques spéculateurs offraient deux millions cinq cent mille francs. Son homme d'affaires venait de lui remplacer cette habitation par l'un des plus beaux hôtels de la rue de Grenelle, acheté sept cent mille francs[35]. » Ainsi que dans Le Père Goriot où habite la vicomtesse de Beauséant : « Aussi, madame de Nucingen laperait-elle toute la boue qu'il y a entre la rue Saint−Lazare et la rue de Grenelle pour entrer dans mon salon[36]. »
- Au début de Meurtre sur le Léviathan du romancier Boris Akounine, le lieu du crime est un hôtel particulier de la rue de Grenelle.
- Maupassant situe l'action de sa nouvelle, Apparition, dans un hôtel particulier situé dans la rue de Grenelle.
- Dans L'Élégance du hérisson de Muriel Barbery, un hôtel particulier fictif, cadre du roman, est situé au no 7.
- L'artiste américain James Abbott McNeill Whistler a réalisé en 1894 une lithographie intitulée La Fruitière de la rue de Grenelle[réf. nécessaire].
- L'artiste peintre Jim Dine a réalisé en 1981 un tableau intitulé A Heart on the Rue de Grenelle (Un cœur sur la rue de Grenelle)[réf. nécessaire].